# Liste der Kulturdenkmale in Stuttgart-Ost

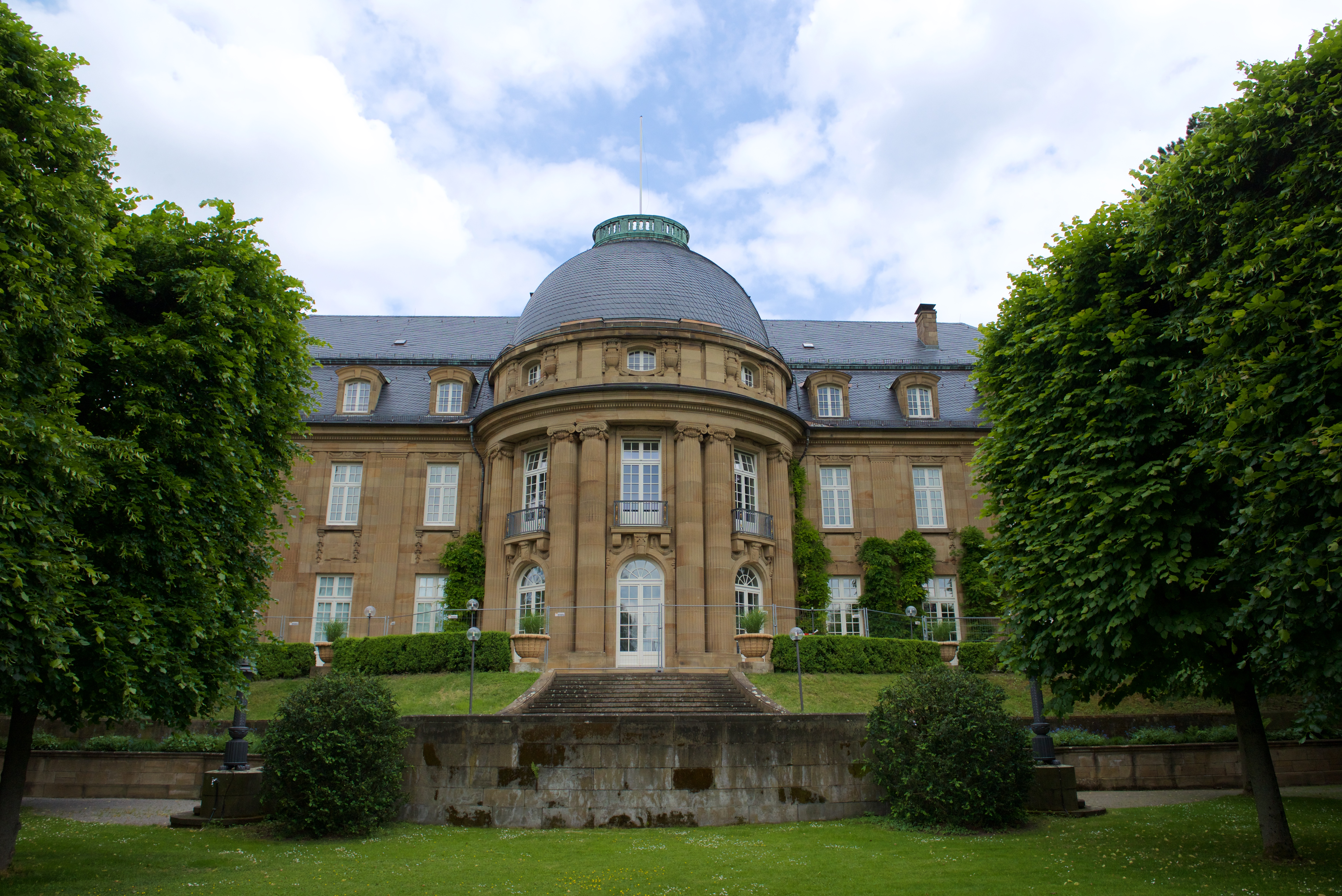
Villa Reitzenstein

In der Liste der Kulturdenkmale in Stuttgart-Ost sind alle unbeweglichen Bau- und Kunstdenkmale in Stuttgart-Ost aufgelistet, die in der Liste der Kulturdenkmale. Unbewegliche Bau- und Kunstdenkmale der Unteren Denkmalschutzbehörde für diesen Stadtbezirk Stuttgarts verzeichnet sind. Stand dieser Liste ist der 25. April 2008.
Diese Liste ist nicht rechtsverbindlich wurde seit 2008 reduziert, so dass sich hier auch Objekte finden, die nicht mehr unter Denkmalschutz stehen. Eine rechtsverbindliche Auskunft ist lediglich auf Anfrage bei der Unteren Denkmalschutzbehörde der Stadt Stuttgart erhältlich.

## Allgemein
- Bild: Zeigt ein ausgewähltes Bild aus Commons, „Weitere Bilder“ verweist auf die Bilder im Medienarchiv Wikimedia Commons.
- Bezeichnung: Nennt den Namen, die Bezeichnung oder die Art des Kulturdenkmals.
- Lage: Straßenname und Hausnummer oder Flurstücknummer des Kulturdenkmals, gegebenenfalls auch den Ortsteil. Die Grundsortierung der Liste erfolgt nach dieser Adresse. Der Link (Karte) führt zu verschiedenen Kartendiensten mit der Position des Kulturdenkmals. Fehlt dieser Link, wurden die Koordinaten noch nicht eingetragen. Sind diese bekannt, können sie über ein Tool mit einer Kartenansicht einfach nachgetragen werden. In dieser Kartenansicht sind Kulturdenkmale ohne Koordinaten mit einem roten bzw. orangen Marker dargestellt und können durch Verschieben auf die richtige Position in der Karte mit Koordinaten versehen werden. Kulturdenkmale ohne Bild sind an einem blauen bzw. roten Marker erkennbar.
- Datierung: Baubeginn, Fertigstellung, Datum der Erstnennung oder grobe zeitliche Einordnung entsprechend des Eintrags in der zuständigen Denkmaldatenbank (Landesamt für Denkmalpflege Baden-Württemberg).
- Beschreibung: Kurzcharakteristik des Kulturdenkmals.

## Kulturdenkmale im Stadtbezirk Stuttgart-Ost

### Gänsheide
| Bild           | Bezeichnung                                                                                 | Lage                                                           | Datierung   | Beschreibung                                                                            | ID |
| -------------- | ------------------------------------------------------------------------------------------- | -------------------------------------------------------------- | ----------- | --------------------------------------------------------------------------------------- | -- |
| Weitere Bilder | Wohnhaus                                                                                    | Adolf-Kröner-Str. 18 (Karte)                                   | 1926, 1938, | Heimatstil 1920–1945, Schlösser und Weirether Geschützt nach § 2 DSchG                  |    |
| Weitere Bilder | Doppelvilla                                                                                 | Fraasstr. 5, 7 (Karte)                                         | 1909        | Architektur der Reformbewegung, Eitel Albert Geschützt nach § 2 DSchG                   |    |
|                | Villa                                                                                       | Fraasstr. 9 (Karte)                                            | 1912        | Architektur der Reformbewegung, Eitel und Steigleder Geschützt nach § 2 DSchG           |    |
| Weitere Bilder | „Kanonenhäusle“                                                                             | Franz-Dingelstedt-Weg 3 (Karte)                                | 1702–1862   | Historismus, Bäumer Wilhelm Geschützt nach § 2 DSchG                                    |    |
|                | Rudolf-Keller-Brünnele                                                                      | Gablenberger Weg (bei der Geroksruhe); Flst.Nr. 2520/3 (Karte) | 1910        | Fremd, Künstler Geschützt nach § 2 DSchG                                                |    |
| Weitere Bilder | Villa mit Garten (Sachgesamtheit)                                                           | Gänsheidestr. 1 (Karte)                                        | 1923        | Neoklassizismus, Früh Jakob Geschützt nach § 2 DSchG                                    |    |
| Weitere Bilder | Villa                                                                                       | Gänsheidestr. 21 (Karte)                                       | 1910        | Neoklassizismus, Schlösser und Weirether Geschützt nach § 2 DSchG                       |    |
| Weitere Bilder | Mehrfamilienhaus                                                                            | Gänsheidestr. 43 (Karte)                                       | 1911        | Neoklassizismus, Zettler Richard u. Sohn Geschützt nach § 2 DSchG                       |    |
| Weitere Bilder | Landhaus                                                                                    | Gänsheidestr. 62 (Karte)                                       | 1899–1900   | Historismus – Landhausstil, Burkhardt Geschützt nach § 2 DSchG                          |    |
|                | Wohnhaus                                                                                    | Gänsheidestr. 69 (Karte)                                       | 1922        | Expressionismus, Gebhardt Richard und Wörner Eugen Geschützt nach § 2 DSchG             |    |
|                | Einfamilienhaus                                                                             | Gänsheidestr. 71 (Karte)                                       | 1922        | Neoklassizismus, Schlösser und Weirether Geschützt nach § 2 DSchG                       |    |
|                | Villenartiges Gebäude                                                                       | Gänsheidestr. 102 (Karte)                                      | 1920        | Neoklassizismus, Dillmann Geschützt nach § 2 DSchG                                      |    |
|                | Wohnhaus                                                                                    | Gänswaldweg 6 (Karte)                                          | 1926        | Bauhaus, Neues Bauen, Internationaler Stil, Oßwald Ernst Otto Geschützt nach § 2 DSchG  |    |
|                | Villa                                                                                       | Gellertstr. 6 (Karte)                                          | 1911        | Neoklassizismus, Bonatz Paul, Prof. Geschützt nach § 2 DSchG                            |    |
|                | Garage (Teil der SG „Ehemalige Villa Eisenlohr und Jeitteles“)                              | Gerokstr. 11a (Karte)                                          | 1921        | Jugendstil, Neobarock, Storz A. Geschützt nach § 2 DSchG                                |    |
|                | Villa mit ehemaligem Kutscherwohnhaus und Garten (Sachgesamtheit)                           | Gerokstr. 33, Hillerstr. 9 (Karte)                             | 1912        | Eitel und Steigleder, Grotz Paul (Gartenanlage) Geschützt nach § 2 DSchG                |    |
|                | Wohnhaus                                                                                    | Gerokstr. 60 (Karte)                                           | 1929        | Bauhaus, Neues Bauen, Internationaler Stil, Kocher Julius Geschützt nach § 2 DSchG      |    |
|                | Wohnhaus, 3 Ofensteine                                                                      | Gerokstr. 75 (Karte)                                           | 1929–1930   | Bauhaus, Neues Bauen, Internationaler Stil, Schweitzer Rudolf Geschützt nach § 2 DSchG  |    |
| Weitere Bilder | Ehemaliges Haus Kamm                                                                        | Gröberstr. 20 (Karte)                                          | 1932        | Bauhaus, Neues Bauen, Internationaler Stil, Döcker Richard Geschützt nach § 2 DSchG     |    |
| Weitere Bilder | Wohnhaus                                                                                    | Hackländerstr. 16 (Karte)                                      | 1954–1955   | Organisches Bauen, Chen Kuen Lee Geschützt nach § 2 DSchG                               |    |
| Weitere Bilder | Villa                                                                                       | Hackländerstr. 17 (Karte)                                      | 1925–1926   | Neoklassizismus, Schlösser und Weirether Geschützt nach § 2 DSchG                       |    |
| Weitere Bilder | Villa                                                                                       | Hackländerstr. 23 (Karte)                                      | 1913        | Neoklassizismus, Weißhaar H. Geschützt nach § 2 DSchG                                   |    |
|                | Villa                                                                                       | Hackländerstr. 27 (Karte)                                      | 1922        | Neoklassizismus, Schlösser und Weirether Geschützt nach § 2 DSchG                       |    |
| Weitere Bilder | Landhaus                                                                                    | Heidehofstr. 5 (Karte)                                         | 1904        | Jugendstil, Hengerer und Katz Geschützt nach § 2 DSchG                                  |    |
| Weitere Bilder | Villa Bosch mit Park und Einfriedung (Sachgesamtheit)                                       | Heidehofstr. 31 (Karte)                                        | 1909–1911   | Historismus – Neorenaissance, Heim Carl und Früh Jakob Geschützt nach § 2 DSchG         |    |
|                | Ehemalige Villa Kimmel mit Garten (Sachgesamtheit)                                          | Im Schellenkönig 50 (Karte)                                    | 1924        | Expressionismus, neuzeitliche Festungsarchitektur, Behr Rudolf Geschützt nach § 2 DSchG |    |
|                | Villa                                                                                       | Libanonstr. 3 (Karte)                                          | 1913        | Neoklassizismus, Eitel Albert Geschützt nach § 2 DSchG                                  |    |
| Weitere Bilder | Wohnhaus Eitel                                                                              | Pischekstr. 53 (Karte)                                         | 1923        | Heimatstil, Stuttgarter Schule 1920–1945, Eitel Albert Geschützt nach § 2 DSchG         |    |
|                | Ehemalige Villa Killper mit Terrasse, Treppenanlage incl. Inneneinrichtung (Sachgesamtheit) | Pischekstr. 72, Flst.Nr. 2840/1 (Karte)                        | 1927        | Bauhaus, Neues Bauen, Internationaler Stil, Döcker Richard Geschützt nach § 2 DSchG     | BW |
|                | Landhaus                                                                                    | Planckstr. 70 (Karte)                                          | 1904        | Jugendstil, Bauder Albert Geschützt nach § 2 DSchG                                      | BW |
| Weitere Bilder | Villa                                                                                       | Richard-Wagner-Str. 1 (Karte)                                  | 1910–1911   | Architektur der Reformbewegung, Kaiser und Weippert Geschützt nach § 2 DSchG            |    |
| Weitere Bilder | Villa Reitzenstein mit Park, Einfriedung und Nebengebäuden (Sachgesamtheit)                 | Richard-Wagner-Str. 15, 17, 19 (Karte)                         | 1910–1913   | Neoklassizismus, Schlösser und Weirether Geschützt nach § 2 DSchG                       |    |
|                | Villa Förstner                                                                              | Richard-Wagner-Str. 16 (Karte)                                 | 1905        | Jugendstil, Hummel und Förstner Geschützt nach § 2 DSchG                                |    |
|                | Villa Zarges bzw. The Clay Haus                                                             | Richard-Wagner-Str. 39 (Karte)                                 | 1921–1922   | Heimatstil 1920–1945, Eitel Albert Geschützt nach § 2 DSchG                             |    |
| Weitere Bilder | Villa Keller                                                                                | Richard-Wagner-Str. 44 (Karte)                                 | 1922–1923   | Architektur der Reformbewegung, Weippert Emil Geschützt nach § 2 DSchG                  |    |
|                | Ehemalige Villa Bauer mit Tor und Einfriedung (Sachgesamtheit)                              | Richard-Wagner-Str. 57 (Karte)                                 | 1921        | Historismus Neobarock, Landhausstil, Kötzle (?) Geschützt nach § 2 DSchG                |    |
| Weitere Bilder | Verbindungshaus „Hilaritas“                                                                 | Stafflenbergstr. 66 (Karte)                                    | 1903        | Historismus, Gebr. Hausser Geschützt nach § 2 DSchG                                     |    |
|                | Sogenannter Salamanderbrunnen                                                               | Stuttgart 1460 0 27621 (Karte)                                 | 1912        | Jugendstil, Hochbauamt Stuttgart Geschützt nach § 2 DSchG                               |    |

### Uhlandshöhe
| Bild           | Bezeichnung                                                         | Lage                                          | Datierung       | Beschreibung | ID |
| -------------- | ------------------------------------------------------------------- | --------------------------------------------- | --------------- | --- | -- |
| Weitere Bilder | Villa                                                               | Am Hohengeren 1 (Karte)                       | 1907–1912       | Neuer Stil, Rudolf Schweitzer, Teil der Sachgesamtheit Villenkolonie bestehend aus den Gebäuden Am Hohengeren 1, 3, 6, 6a, 7, 8, 9 und 12 Geschützt nach § 2 DSchG |    |
| Weitere Bilder | Villa                                                               | Am Hohengeren 3 (Karte)                       | 1907–1912       | Neuer Stil, Rudolf Schweitzer, Teil der Sachgesamtheit Villenkolonie bestehend aus den Gebäuden Am Hohengeren 1, 3, 6, 6a, 7, 8, 9 und 12 Geschützt nach § 2 DSchG |    |
| Weitere Bilder | Villa                                                               | Am Hohengeren 6 (Karte)                       | 1907–1912       | Neuer Stil, Rudolf Schweitzer, Teil der Sachgesamtheit Villenkolonie bestehend aus den Gebäuden Am Hohengeren 1, 3, 6, 6a, 7, 8, 9 und 12 Geschützt nach § 2 DSchG |    |
|                | Villa                                                               | Am Hohengeren 6a (Karte)                      | 1907–1912       | Neuer Stil, Rudolf Schweitzer, Teil der Sachgesamtheit Villenkolonie bestehend aus den Gebäuden Am Hohengeren 1, 3, 6, 6a, 7, 8, 9 und 12 Geschützt nach § 2 DSchG | BW |
| Weitere Bilder | Villa                                                               | Am Hohengeren 7 (Karte)                       | 1907–1912       | Neuer Stil, Rudolf Schweitzer, Teil der Sachgesamtheit Villenkolonie bestehend aus den Gebäuden Am Hohengeren 1, 3, 6, 6a, 7, 8, 9 und 12 Geschützt nach § 2 DSchG |    |
| Weitere Bilder | Villa                                                               | Am Hohengeren 9 (Karte)                       | 1907–1912       | Neuer Stil, Rudolf Schweitzer, Teil der Sachgesamtheit Villenkolonie bestehend aus den Gebäuden Am Hohengeren 1, 3, 6, 6a, 7, 8, 9 und 12 Geschützt nach § 2 DSchG |    |
| Weitere Bilder | ehemalige Villa Magirus                                             | Am Hohengeren 12 (Karte)                      | 1907–1912       | Neuer Stil, Rudolf Schweitzer, Teil der Sachgesamtheit Villenkolonie bestehend aus den Gebäuden Am Hohengeren 1, 3, 6, 6a, 7, 8, 9 und 12 Geschützt nach § 2 DSchG |    |
| Weitere Bilder | Atelierhaus mit Wohnungen                                           | Ameisenbergstr. 61 (Karte)                    | 1913            | Jugendstil, F. Cloos Geschützt nach § 2 DSchG |    |
|                | Wohnhaus                                                            | Ameisenbergstr. 76 (Karte)                    | 1923            | Heimatstil 1920–1945, Prof. E. Fiechter E. Geschützt nach § 2 DSchG                                                                                                |    |
|                | Wohnhaus mit Atelier                                                | Ameisenbergstr. 82 (Karte)                    | 1905            | Architektur der Reformbewegung, Albert Eitel Geschützt nach § 2 DSchG                                                                                              |    |
| Weitere Bilder | Villa Hauff mit Garagengebäude (Sachgesamtheit)                     | Gerokstr. 7, Wagenburgstr. 13 (Karte)         | 1904            | Historismus, Burgenstil, Jugendstil, Hengerer und Katz Geschützt nach § 2 DSchG                                                                                    |    |
|                | Villa mit Gartenlaube (Sachgesamtheit)                              | Haußmannstr. 32, 32b; Flst.Nr. 1484/3 (Karte) | 1906            | Albert Eitel Geschützt nach § 2 DSchG |    |
|                | Villen mit Gartentoren und historischer Ummauerung (Sachgesamtheit) | Haußmannstr. 34, 34 A, 38 (Karte)             | 1903–1904       | Historismus, Schweizerhaus, Jugendstil, Schmid und Burkhardt Geschützt nach § 2 DSchG                                                                              |    |
|                | Wohnhaus                                                            | Haußmannstr. 72 (Karte)                       | 1912            | Neoklassizismus, Adolf und Carl Eckert, Werkmeister Geschützt nach § 2 DSchG                                                                                       |    |
| Weitere Bilder | Wohnhaus Lehrs                                                      | Schellbergstr. 20 (Karte)                     | 1927            | Architektur der anthroposophischen Bewegung, Felix Kayser Geschützt nach § 2 DSchG                                                                                 |    |
| Weitere Bilder | Mietshaus mit Ladenlokal                                            | Schwarenbergstr. 83 (Karte)                   | 1909–1910       | Jugendstil, Adolf und Carl Eckert, Werkmeister Geschützt nach § 2 DSchG                                                                                            |    |
|                | Bauplastik am Haus- und Grundstückseingang                          | Wagenburgstr. 22 A, 22 B (Karte)              | 1937            | Otto Baum, Bildhauer Geschützt nach § 2 DSchG |    |
| Weitere Bilder | Wagenburgschule (Sachgesamtheit)                                    | Wagenburgstr. 30, Flst.Nr. 2024/1 (Karte)     | 1913–1914, 1952 | Post-Historismus, Martin Elsässer Geschützt nach § 2 DSchG |    |
| Weitere Bilder | Wohnhaus                                                            | Zur Uhlandshöhe 12 (Karte)                    | 1923            | Architektur der anthroposophischen Bewegung, Martz und Schmid Geschützt nach § 2 DSchG                                                                             |    |
|                | Wohnhaus mit Garagengebäude, Einfriedung und Tor (Sachgesamtheit)   | Zur Uhlandshöhe 35, 35a (Karte)               | 1926            | Heimatstil, Stuttgarter Schule 1920–1945, Prof. Paul Bonatz und Friedrich Eugen Scholer Geschützt nach § 2 DSchG                                                   | BW |
|                | Wasserbehälter mit Einstiegshaus                                    | Zur Uhlandshöhe 43 (Karte)                    | 1893            | Historismus, Ministerialabteilung für Straßen- und Wasserbau Geschützt nach § 2 DSchG                                                                              |    |
| Weitere Bilder | Uhlandbüste                                                         | Zur Uhlandshöhe, Flst.Nr. 1501 (Karte)        | 1855            | Ernst Rau, Bildhauer Geschützt nach § 2 DSchG |    |

### Stöckach
| Bild           | Bezeichnung                                           | Lage                                                                                | Datierung | Beschreibung                                                                                        | ID |
| -------------- | ----------------------------------------------------- | ----------------------------------------------------------------------------------- | --------- | --------------------------------------------------------------------------------------------------- | -- |
| Weitere Bilder | 2 Wachhäuschen                                        | Ehmannstr. 90/1, 90/2 (Karte)                                                       | 1822–1824 | Klassizismus, Salucci Giovanni, Hofbaumeister Geschützt nach § 2 DSchG                              |    |
|                | Platanenallee (Unterer Schloßgarten) – Sachgesamtheit | Felix-M.-Bartholdy-Allee (Karte)                                                    | 1810      | Geschützt nach § 2 DSchG                                                                            |    |
| Weitere Bilder | Mietshaus                                             | Hackstr. 17, 19 (Karte)                                                             | 1904      | Historismus – Neogotik, Bihl Georg Friedrich und WOltz Alfred Geschützt nach § 2 DSchG              |    |
|                | Brunnen                                               | Hackstr. 21, Heinrich-Baumann-Straße, FlstNr. 1125/8, 1250/3 (Karte)                | 1911      | Jugendstil Geschützt nach § 2 DSchG                                                                 |    |
|                | Mietshaus                                             | Hackstr. 34 (Karte)                                                                 | 1908–1909 | Architektur der Reformbewegung, Schiller Albert Geschützt nach § 2 DSchG                            |    |
|                | Mietseckhaus (Sachgesamtheit)                         | Heinrich-Baumann-Str. 21, Flst.Nr. 1215/3, Stöckachstr. 20, Flst.Nr. 1215/2 (Karte) | 1914      | Architektur der Reformbewegung, Schieber (?) Albert Geschützt nach § 2 DSchG                        |    |
|                | Mietshaus                                             | Heinrich-Baumann-Str. 37 (Karte)                                                    | 1905–1910 | Jugendstil, Königliches Bezirksbauamt Geschützt nach § 2 DSchG                                      |    |
|                | Mietshaus                                             | Heinrich-Baumann-Str. 42 (Karte)                                                    | 1912–1913 | Jugendstil, Eberhard Karl und Gebhardt Richard Geschützt nach § 2 DSchG                             |    |
|                | Ehemaliges Telegraphenamt, heute Staatsanwaltschaft   | Neckarstr. 145, Flst.Nr. 1295/2 (Karte)                                             | 1930      | Bauhaus, Neues Bauen, Internationaler Stil, Osswald, Postbaurat und Heiniz Geschützt nach § 2 DSchG |    |
|                | Mietshaus                                             | Neckarstr. 148 (Karte)                                                              | 1902      | Historismus – Neobarock, Bihl Georg Friedrich und Woltz Alfred Geschützt nach § 2 DSchG             |    |
|                | Zeppelingymnasium                                     | Neckarstr. 149 (Karte)                                                              | 1912      | Neoklassizismus, Dollinger Richard Geschützt nach § 2 DSchG                                         |    |
|                | Mietshäuser mit Ladenlokalen (Sachgesamtheit)         | Neckarstr. 158 A, Werastr. 141 (Karte)                                              | 1897–1898 | Historismus – Neorenaissance, Hengerer Karl Geschützt nach § 2 DSchG                                |    |
|                | Wohn- und Geschäftshaus                               | Neckarstr. 168 A, 168 B (Karte)                                                     | 1911–1912 | Neuer Stil, Schiller Albert Geschützt nach § 2 DSchG                                                |    |
|                | Wohn- und Geschäftshaus mit Café                      | Neckarstr. 196, 198 (Karte)                                                         | 1906–1907 | Neuer Stil, Mayer Jakob Geschützt nach § 2 DSchG                                                    |    |
|                | Wohnhaus mit Gaststätte                               | Neckarstr. 214 (Karte)                                                              | 1905      | Historismus – Neogotik, Fritz A. Geschützt nach § 2 DSchG                                           |    |
|                | Mietshaus                                             | Rieckestr. 13 (Karte)                                                               | 1873      | Historismus – Neogotik, „Stuttgarter Immobilien- und Baugeschäft“ Geschützt nach § 2 DSchG          |    |
| Weitere Bilder | Rossebändiger-Gruppe                                  | Schloßgarten, Unterer, FlstNr. 678,(Felix-M.-Bartholdy-Allee) (Karte)               | 1842–1848 | Klassizismus, Hofer Johannes Ludwig, Bildhauer Geschützt nach § 2 DSchG                             |    |

### Berg
| Bild           | Bezeichnung                                                                                                   | Lage                                                           | Datierung                        | Beschreibung | ID |
| -------------- | --- | -------------------------------------------------------------- | -------------------------------- | --- | -- |
|                | Ehemaliges Staatliches Wasserwerk mit Behälter und Filter Werastr. 27 (Sachgesamtheit)                        | Am Mühlkanal 5, 7, Werastr. 27, 27a (Karte)                    | 1882, 1890–1905, 1920            | Historismus, Bauamt der städtischen Wasserwerke Geschützt nach § 2 DSchG                                                                   |    |
| Weitere Bilder | Kellergebäude                                                                                                 | Am Mühlkanal 6 (Karte)                                         | 1848                             | Klassizismus, Fischer S. vom königlichen Bezirksbauamt Geschützt nach § 2 DSchG                                                            |    |
|                | Miets- und Geschäftshaus                                                                                      | Karl-Schurz-Str. 3 (Karte)                                     | 1901–1903                        | Historismus - deutsche Neorenaissance, Rieger Ludwig Geschützt nach § 2 DSchG                                                              |    |
|                | Evangelische Berger Kirche                                                                                    | Klotzstr. 21 (Karte)                                           | 1853–1855                        | Historismus – Neogotik, von Gaab Ludwig Friedrich Geschützt nach § 2 DSchG                                                                 |    |
|                | Doppelmietshaus mit Ladenlokalen                                                                              | Kuhnstr. 3, 5 (Karte)                                          | 1894                             | Historismus, Hengerer K., Architekt und Geissler G., Werkmeister Geschützt nach § 2 DSchG                                                  |    |
|                | Mietseckhaus                                                                                                  | Kuhnstr. 7 (Karte)                                             | 1893                             | Historismus – Neorenaissance, Wittmann und Stahl Geschützt nach § 2 DSchG                                                                  |    |
|                | Funkhaus des SWR                                                                                              | Neckarstr. 230 (Karte)                                         | 1970–1976                        | Internationaler Stil ab 1950, Rolf Gutbrod Geschützt nach § 2 DSchG                                                                        |    |
|                | Doppelmietshaus                                                                                               | Neckarstr. 239, 241 (Karte)                                    | 1868                             | Neoklassizismus, Geissler Gottlob, Werkmeister Geschützt nach § 2 DSchG                                                                    |    |
|                | Doppelmiets- und Geschäftshaus                                                                                | Neckarstr. 242, 244 (Karte)                                    | 1896                             | Historismus, Bihl Georg Friedrich und Woltz Alfred Geschützt nach § 2 DSchG                                                                |    |
| Weitere Bilder | Wohnhaus mit Gaststätte                                                                                       | Neckarstr. 246 (Karte)                                         | 1900–1901                        | Historismus – Neobarock, Bihl Georg Friedrich und Woltz Alfred Geschützt nach § 2 DSchG                                                    |    |
|                | Wera-Haus | Nißlestr. 22 (Karte)                                           | 1903–1904                        | Historismus – Neorenaissance, Gebr. Hausser Geschützt nach § 2 DSchG                                                                       |    |
|                | Wohnhaus | Obere Str. 4 A (Karte)                                         | 1850–1900                        | Geschützt nach § 2 DSchG | BW |
|                | Pumpstation, Maschinenhaus, Schnell- und Langsamfilter der städtischen Wasserwerke (Sachgesamtheit)           | Poststr. 34, Flst.Nr. 692/3, Poststr. 43, Flst.Nr. 798 (Karte) | 1880, 1886–1887, 1895–1904, 1951 | Historismus, Bauamt der Stuttgarter städtischen Wasserwerke; Zobel, Bauinspektor Geschützt nach § 2 DSchG                                  |    |
| Weitere Bilder | Erhaltene Teile der evangelischen Heilandskirche                                                              | Sickstr. 37 (Karte)                                            | 1912–1913                        | Jugendstil, Eisenlohr Ludwig und Pfennig Oskar Geschützt nach § 2 DSchG                                                                    |    |
|                | Satteldachhaus                                                                                                | Steubenstr. 10 (Karte)                                         | 1846                             | Biedermeier Geschützt nach § 2 DSchG |    |
| Weitere Bilder | Villa Berg mit Park einschließlich des ehemaligen Bergfriedhofs am Raitelsberg und der dortigen Grabdenkmäler | Villa Berg 1, Flst.Nr. 781, 782/1-781/6, 765/1 Teil (Karte)    | 1845–1853, 1950–1951             | Historismus – italienische Neorenaissance, Leins Chr. Friedrich (Villa), Neuner Friedrich (Park) – Sachgesamtheit Geschützt nach § 2 DSchG |    |
| Weitere Bilder | Funkstudio des SWR                                                                                            | Villa Berg 2 (Karte)                                           | 1953–1957                        | Organisches Bauen, R. Gutbrod, H. Weber, H.M. Witzemann Geschützt nach § 2 DSchG                                                           |    |

### Ostheim
| Bild           | Bezeichnung                                                                     | Lage                                                                                  | Datierung             | Beschreibung | ID |
| -------------- | ------------------------------------------------------------------------------- | ------------------------------------------------------------------------------------- | --------------------- | --- | -- |
| Weitere Bilder | Mietshäuser (Teil der Sachgesamtheit Raitelsbergsiedlung)                       | Abelsbergstr. 1 bis 22, 24 (Karte)                                                    | 1926–1928             | Expressionismus, Neues Bauen, Alfred Daiber, Eugen Steigleder, Franz Goeser, Rudolf Barth, Fr. Mössner; Georg Stahl, Albert Frank Geschützt nach § 2 DSchG |    |
|                | Denkstein (Teil der Sachgesamtheit)                                             | Eduard-Pfeiffer-Platz; Flst.Nr. 1017/8 (Karte)                                        | 1913                  | R.W. Schönfeld, Bildhauer, K. Donndorf, Entwurf Geschützt nach § 2 DSchG |    |
|                | Brunnenanlage (Jünglings-Brunnen) (Teil der Sachgesamtheit)                     | Eduard-Pfeiffer-Platz; Flst.Nr. 996/1 (Karte)                                         | 1913                  | R.W. Schönfeld, Bildhauer, K. Donndorf, Entwurf Geschützt nach § 2 DSchG |    |
|                | Mietshäuser (Teil der Sachgesamtheit Ostheim-Siedlung)                          | Achalmstraße 2 (Karte)                                                                | 1892–1907             | Gebhardt, Heim und Hengerer Geschützt nach § 2 DSchG |    |
|                | Ostheim-Siedlung (Sachgesamtheit)                                               | Achalmstraße 4 und 6 (Karte)                                                          | 1892–1907             | Gebhardt, Heim und Hengerer Teil der Sachgesamtheit Ostheimsiedlung: zugehörige Adressen Achalmstr. 2 bis 12 (gerade) Haußmannstr. 109, 111, 113, 117, 121 bis 151 (ungerade), 155 bis 165 (ungerade), 171, 173 Landhausstr. 140 bis 152 (gerade), 153 bis 179 (ungerade) Lichtensteinstr. 1 bis 13 (ungerade) Neuffenstr. 1 bis 36, 38 Ostendstr. 37, 43 bis 60 Rechbergstr. 4, 6, 8, 9, 11, 13 Rotenbergstr. 30 bis 58, 62 bis 70 und 74 bis 100 (gerade) Schwarenbergstr. 59, 61, 62, 63, 65, 67, 68 Teckstr. 1, 2, 4, 7 bis 10, 12 bis 24, 26, 28 Geschützt nach § 2 DSchG |    |
|                | Ostheim-Siedlung (Sachgesamtheit)                                               | Achalmstraße 8 (Karte)                                                                | 1892–1907             | Gebhardt, Heim und Hengerer Teil der Sachgesamtheit Ostheimsiedlung: zugehörige Adressen Achalmstr. 2 bis 12 (gerade) Haußmannstr. 109, 111, 113, 117, 121 bis 151 (ungerade), 155 bis 165 (ungerade), 171, 173 Landhausstr. 140 bis 152 (gerade), 153 bis 179 (ungerade) Lichtensteinstr. 1 bis 13 (ungerade) Neuffenstr. 1 bis 36, 38 Ostendstr. 37, 43 bis 60 Rechbergstr. 4, 6, 8, 9, 11, 13 Rotenbergstr. 30 bis 58, 62 bis 70 und 74 bis 100 (gerade) Schwarenbergstr. 59, 61, 62, 63, 65, 67, 68 Teckstr. 1, 2, 4, 7 bis 10, 12 bis 24, 26, 28 Geschützt nach § 2 DSchG |    |
|                | Ostheim-Siedlung (Sachgesamtheit)                                               | Achalmstraße 10 (Karte)                                                               | 1892–1907             | Gebhardt, Heim und Hengerer Teil der Sachgesamtheit Ostheimsiedlung: zugehörige Adressen Achalmstr. 2 bis 12 (gerade) Haußmannstr. 109, 111, 113, 117, 121 bis 151 (ungerade), 155 bis 165 (ungerade), 171, 173 Landhausstr. 140 bis 152 (gerade), 153 bis 179 (ungerade) Lichtensteinstr. 1 bis 13 (ungerade) Neuffenstr. 1 bis 36, 38 Ostendstr. 37, 43 bis 60 Rechbergstr. 4, 6, 8, 9, 11, 13 Rotenbergstr. 30 bis 58, 62 bis 70 und 74 bis 100 (gerade) Schwarenbergstr. 59, 61, 62, 63, 65, 67, 68 Teckstr. 1, 2, 4, 7 bis 10, 12 bis 24, 26, 28 Geschützt nach § 2 DSchG |    |
|                | Ostheim-Siedlung (Sachgesamtheit)                                               | Achalmstraße 12 (Karte)                                                               | 1892–1907             | Gebhardt, Heim und Hengerer Teil der Sachgesamtheit Ostheimsiedlung: zugehörige Adressen Achalmstr. 2 bis 12 (gerade) Haußmannstr. 109, 111, 113, 117, 121 bis 151 (ungerade), 155 bis 165 (ungerade), 171, 173 Landhausstr. 140 bis 152 (gerade), 153 bis 179 (ungerade) Lichtensteinstr. 1 bis 13 (ungerade) Neuffenstr. 1 bis 36, 38 Ostendstr. 37, 43 bis 60 Rechbergstr. 4, 6, 8, 9, 11, 13 Rotenbergstr. 30 bis 58, 62 bis 70 und 74 bis 100 (gerade) Schwarenbergstr. 59, 61, 62, 63, 65, 67, 68 Teckstr. 1, 2, 4, 7 bis 10, 12 bis 24, 26, 28 Geschützt nach § 2 DSchG |    |
|                | Mietshäuser (Teil der Sachgesamtheit Raitelsbergsiedlung)                       | Griesingerweg 1 bis 14, 16, 18 (Karte)                                                | 1926–1928             | Expressionismus, Neues Bauen, Alfred Daiber, Eugen Steigleder, Franz Goeser, Rudolf Barth, Fr. Mössner; Georg Stahl, Albert Frank Geschützt nach § 2 DSchG |    |
|                | Ostheim-Siedlung (Sachgesamtheit)                                               | Haußmannstraße 109 (Karte)                                                            | 1892–1907             | Gebhardt, Heim und Hengerer Teil der Sachgesamtheit Ostheimsiedlung: zugehörige Adressen Achalmstr. 2 bis 12 (gerade) Haußmannstr. 109, 111, 113, 117, 121 bis 151 (ungerade), 155 bis 165 (ungerade), 171, 173 Landhausstr. 140 bis 152 (gerade), 153 bis 179 (ungerade) Lichtensteinstr. 1 bis 13 (ungerade) Neuffenstr. 1 bis 36, 38 Ostendstr. 37, 43 bis 60 Rechbergstr. 4, 6, 8, 9, 11, 13 Rotenbergstr. 30 bis 58, 62 bis 70 und 74 bis 100 (gerade) Schwarenbergstr. 59, 61, 62, 63, 65, 67, 68 Teckstr. 1, 2, 4, 7 bis 10, 12 bis 24, 26, 28 Geschützt nach § 2 DSchG |    |
|                | Ostheim-Siedlung (Sachgesamtheit)                                               | Haußmannstraße 111 und 113 (Karte)                                                    | 1892–1907             | Gebhardt, Heim und Hengerer Teil der Sachgesamtheit Ostheimsiedlung: zugehörige Adressen Achalmstr. 2 bis 12 (gerade) Haußmannstr. 109, 111, 113, 117, 121 bis 151 (ungerade), 155 bis 165 (ungerade), 171, 173 Landhausstr. 140 bis 152 (gerade), 153 bis 179 (ungerade) Lichtensteinstr. 1 bis 13 (ungerade) Neuffenstr. 1 bis 36, 38 Ostendstr. 37, 43 bis 60 Rechbergstr. 4, 6, 8, 9, 11, 13 Rotenbergstr. 30 bis 58, 62 bis 70 und 74 bis 100 (gerade) Schwarenbergstr. 59, 61, 62, 63, 65, 67, 68 Teckstr. 1, 2, 4, 7 bis 10, 12 bis 24, 26, 28 Geschützt nach § 2 DSchG |    |
|                | Ostheim-Siedlung (Sachgesamtheit)                                               | Haußmannstraße 117 (Karte)                                                            | 1892–1907             | Gebhardt, Heim und Hengerer Teil der Sachgesamtheit Ostheimsiedlung: zugehörige Adressen Achalmstr. 2 bis 12 (gerade) Haußmannstr. 109, 111, 113, 117, 121 bis 151 (ungerade), 155 bis 165 (ungerade), 171, 173 Landhausstr. 140 bis 152 (gerade), 153 bis 179 (ungerade) Lichtensteinstr. 1 bis 13 (ungerade) Neuffenstr. 1 bis 36, 38 Ostendstr. 37, 43 bis 60 Rechbergstr. 4, 6, 8, 9, 11, 13 Rotenbergstr. 30 bis 58, 62 bis 70 und 74 bis 100 (gerade) Schwarenbergstr. 59, 61, 62, 63, 65, 67, 68 Teckstr. 1, 2, 4, 7 bis 10, 12 bis 24, 26, 28 Geschützt nach § 2 DSchG |    |
|                | Ostheim-Siedlung (Sachgesamtheit)                                               | Haußmannstraße 121 (Karte)                                                            | 1892–1907             | Gebhardt, Heim und Hengerer Teil der Sachgesamtheit Ostheimsiedlung: zugehörige Adressen Achalmstr. 2 bis 12 (gerade) Haußmannstr. 109, 111, 113, 117, 121 bis 151 (ungerade), 155 bis 165 (ungerade), 171, 173 Landhausstr. 140 bis 152 (gerade), 153 bis 179 (ungerade) Lichtensteinstr. 1 bis 13 (ungerade) Neuffenstr. 1 bis 36, 38 Ostendstr. 37, 43 bis 60 Rechbergstr. 4, 6, 8, 9, 11, 13 Rotenbergstr. 30 bis 58, 62 bis 70 und 74 bis 100 (gerade) Schwarenbergstr. 59, 61, 62, 63, 65, 67, 68 Teckstr. 1, 2, 4, 7 bis 10, 12 bis 24, 26, 28 Geschützt nach § 2 DSchG |    |
|                | Ostheim-Siedlung (Sachgesamtheit)                                               | Haußmannstraße 123 und 125 (Karte)                                                    | 1892–1907             | Gebhardt, Heim und Hengerer Teil der Sachgesamtheit Ostheimsiedlung: zugehörige Adressen Achalmstr. 2 bis 12 (gerade) Haußmannstr. 109, 111, 113, 117, 121 bis 151 (ungerade), 155 bis 165 (ungerade), 171, 173 Landhausstr. 140 bis 152 (gerade), 153 bis 179 (ungerade) Lichtensteinstr. 1 bis 13 (ungerade) Neuffenstr. 1 bis 36, 38 Ostendstr. 37, 43 bis 60 Rechbergstr. 4, 6, 8, 9, 11, 13 Rotenbergstr. 30 bis 58, 62 bis 70 und 74 bis 100 (gerade) Schwarenbergstr. 59, 61, 62, 63, 65, 67, 68 Teckstr. 1, 2, 4, 7 bis 10, 12 bis 24, 26, 28 Geschützt nach § 2 DSchG |    |
|                | Ostheim-Siedlung (Sachgesamtheit)                                               | Haußmannstraße 127 (Karte)                                                            | 1892–1907             | Gebhardt, Heim und Hengerer Teil der Sachgesamtheit Ostheimsiedlung: zugehörige Adressen Achalmstr. 2 bis 12 (gerade) Haußmannstr. 109, 111, 113, 117, 121 bis 151 (ungerade), 155 bis 165 (ungerade), 171, 173 Landhausstr. 140 bis 152 (gerade), 153 bis 179 (ungerade) Lichtensteinstr. 1 bis 13 (ungerade) Neuffenstr. 1 bis 36, 38 Ostendstr. 37, 43 bis 60 Rechbergstr. 4, 6, 8, 9, 11, 13 Rotenbergstr. 30 bis 58, 62 bis 70 und 74 bis 100 (gerade) Schwarenbergstr. 59, 61, 62, 63, 65, 67, 68 Teckstr. 1, 2, 4, 7 bis 10, 12 bis 24, 26, 28 Geschützt nach § 2 DSchG |    |
|                | Ostheim-Siedlung (Sachgesamtheit)                                               | Haußmannstraße 129 und 131 (Karte)                                                    | 1892–1907             | Gebhardt, Heim und Hengerer Teil der Sachgesamtheit Ostheimsiedlung: zugehörige Adressen Achalmstr. 2 bis 12 (gerade) Haußmannstr. 109, 111, 113, 117, 121 bis 151 (ungerade), 155 bis 165 (ungerade), 171, 173 Landhausstr. 140 bis 152 (gerade), 153 bis 179 (ungerade) Lichtensteinstr. 1 bis 13 (ungerade) Neuffenstr. 1 bis 36, 38 Ostendstr. 37, 43 bis 60 Rechbergstr. 4, 6, 8, 9, 11, 13 Rotenbergstr. 30 bis 58, 62 bis 70 und 74 bis 100 (gerade) Schwarenbergstr. 59, 61, 62, 63, 65, 67, 68 Teckstr. 1, 2, 4, 7 bis 10, 12 bis 24, 26, 28 Geschützt nach § 2 DSchG |    |
|                | Ostheim-Siedlung (Sachgesamtheit)                                               | Haußmannstraße 133 und 135 (Karte)                                                    | 1892–1907             | Gebhardt, Heim und Hengerer Teil der Sachgesamtheit Ostheimsiedlung: zugehörige Adressen Achalmstr. 2 bis 12 (gerade) Haußmannstr. 109, 111, 113, 117, 121 bis 151 (ungerade), 155 bis 165 (ungerade), 171, 173 Landhausstr. 140 bis 152 (gerade), 153 bis 179 (ungerade) Lichtensteinstr. 1 bis 13 (ungerade) Neuffenstr. 1 bis 36, 38 Ostendstr. 37, 43 bis 60 Rechbergstr. 4, 6, 8, 9, 11, 13 Rotenbergstr. 30 bis 58, 62 bis 70 und 74 bis 100 (gerade) Schwarenbergstr. 59, 61, 62, 63, 65, 67, 68 Teckstr. 1, 2, 4, 7 bis 10, 12 bis 24, 26, 28 Geschützt nach § 2 DSchG |    |
|                | Ostheim-Siedlung (Sachgesamtheit)                                               | Haußmannstraße 137 (Karte)                                                            | 1892–1907             | Gebhardt, Heim und Hengerer Teil der Sachgesamtheit Ostheimsiedlung: zugehörige Adressen Achalmstr. 2 bis 12 (gerade) Haußmannstr. 109, 111, 113, 117, 121 bis 151 (ungerade), 155 bis 165 (ungerade), 171, 173 Landhausstr. 140 bis 152 (gerade), 153 bis 179 (ungerade) Lichtensteinstr. 1 bis 13 (ungerade) Neuffenstr. 1 bis 36, 38 Ostendstr. 37, 43 bis 60 Rechbergstr. 4, 6, 8, 9, 11, 13 Rotenbergstr. 30 bis 58, 62 bis 70 und 74 bis 100 (gerade) Schwarenbergstr. 59, 61, 62, 63, 65, 67, 68 Teckstr. 1, 2, 4, 7 bis 10, 12 bis 24, 26, 28 Geschützt nach § 2 DSchG |    |
|                | Ostheim-Siedlung (Sachgesamtheit)                                               | Haußmannstraße 139 (Karte)                                                            | 1892–1907             | Gebhardt, Heim und Hengerer Teil der Sachgesamtheit Ostheimsiedlung: zugehörige Adressen Achalmstr. 2 bis 12 (gerade) Haußmannstr. 109, 111, 113, 117, 121 bis 151 (ungerade), 155 bis 165 (ungerade), 171, 173 Landhausstr. 140 bis 152 (gerade), 153 bis 179 (ungerade) Lichtensteinstr. 1 bis 13 (ungerade) Neuffenstr. 1 bis 36, 38 Ostendstr. 37, 43 bis 60 Rechbergstr. 4, 6, 8, 9, 11, 13 Rotenbergstr. 30 bis 58, 62 bis 70 und 74 bis 100 (gerade) Schwarenbergstr. 59, 61, 62, 63, 65, 67, 68 Teckstr. 1, 2, 4, 7 bis 10, 12 bis 24, 26, 28 Geschützt nach § 2 DSchG |    |
|                | Ostheim-Siedlung (Sachgesamtheit)                                               | Haußmannstraße 141 und 143 (Karte)                                                    | 1892–1907             | Gebhardt, Heim und Hengerer Teil der Sachgesamtheit Ostheimsiedlung: zugehörige Adressen Achalmstr. 2 bis 12 (gerade) Haußmannstr. 109, 111, 113, 117, 121 bis 151 (ungerade), 155 bis 165 (ungerade), 171, 173 Landhausstr. 140 bis 152 (gerade), 153 bis 179 (ungerade) Lichtensteinstr. 1 bis 13 (ungerade) Neuffenstr. 1 bis 36, 38 Ostendstr. 37, 43 bis 60 Rechbergstr. 4, 6, 8, 9, 11, 13 Rotenbergstr. 30 bis 58, 62 bis 70 und 74 bis 100 (gerade) Schwarenbergstr. 59, 61, 62, 63, 65, 67, 68 Teckstr. 1, 2, 4, 7 bis 10, 12 bis 24, 26, 28 Geschützt nach § 2 DSchG |    |
|                | Ostheim-Siedlung (Sachgesamtheit)                                               | Haußmannstraße 145 (Karte)                                                            | 1892–1907             | Gebhardt, Heim und Hengerer Teil der Sachgesamtheit Ostheimsiedlung: zugehörige Adressen Achalmstr. 2 bis 12 (gerade) Haußmannstr. 109, 111, 113, 117, 121 bis 151 (ungerade), 155 bis 165 (ungerade), 171, 173 Landhausstr. 140 bis 152 (gerade), 153 bis 179 (ungerade) Lichtensteinstr. 1 bis 13 (ungerade) Neuffenstr. 1 bis 36, 38 Ostendstr. 37, 43 bis 60 Rechbergstr. 4, 6, 8, 9, 11, 13 Rotenbergstr. 30 bis 58, 62 bis 70 und 74 bis 100 (gerade) Schwarenbergstr. 59, 61, 62, 63, 65, 67, 68 Teckstr. 1, 2, 4, 7 bis 10, 12 bis 24, 26, 28 Geschützt nach § 2 DSchG |    |
|                | Ostheim-Siedlung (Sachgesamtheit)                                               | Haußmannstraße 147 und 149 (Karte)                                                    | 1892–1907             | Gebhardt, Heim und Hengerer Teil der Sachgesamtheit Ostheimsiedlung: zugehörige Adressen Achalmstr. 2 bis 12 (gerade) Haußmannstr. 109, 111, 113, 117, 121 bis 151 (ungerade), 155 bis 165 (ungerade), 171, 173 Landhausstr. 140 bis 152 (gerade), 153 bis 179 (ungerade) Lichtensteinstr. 1 bis 13 (ungerade) Neuffenstr. 1 bis 36, 38 Ostendstr. 37, 43 bis 60 Rechbergstr. 4, 6, 8, 9, 11, 13 Rotenbergstr. 30 bis 58, 62 bis 70 und 74 bis 100 (gerade) Schwarenbergstr. 59, 61, 62, 63, 65, 67, 68 Teckstr. 1, 2, 4, 7 bis 10, 12 bis 24, 26, 28 Geschützt nach § 2 DSchG |    |
|                | Ostheim-Siedlung (Sachgesamtheit)                                               | Haußmannstraße 151 (Karte)                                                            | 1892–1907             | Gebhardt, Heim und Hengerer Teil der Sachgesamtheit Ostheimsiedlung: zugehörige Adressen Achalmstr. 2 bis 12 (gerade) Haußmannstr. 109, 111, 113, 117, 121 bis 151 (ungerade), 155 bis 165 (ungerade), 171, 173 Landhausstr. 140 bis 152 (gerade), 153 bis 179 (ungerade) Lichtensteinstr. 1 bis 13 (ungerade) Neuffenstr. 1 bis 36, 38 Ostendstr. 37, 43 bis 60 Rechbergstr. 4, 6, 8, 9, 11, 13 Rotenbergstr. 30 bis 58, 62 bis 70 und 74 bis 100 (gerade) Schwarenbergstr. 59, 61, 62, 63, 65, 67, 68 Teckstr. 1, 2, 4, 7 bis 10, 12 bis 24, 26, 28 Geschützt nach § 2 DSchG |    |
| Weitere Bilder | Ostheim-Siedlung (Sachgesamtheit)                                               | Haußmannstraße 155, 157 (Karte)                                                       | 1892–1907             | Gebhardt, Heim und Hengerer Teil der Sachgesamtheit Ostheimsiedlung: zugehörige Adressen Achalmstr. 2 bis 12 (gerade) Haußmannstr. 109, 111, 113, 117, 121 bis 151 (ungerade), 155 bis 165 (ungerade), 171, 173 Landhausstr. 140 bis 152 (gerade), 153 bis 179 (ungerade) Lichtensteinstr. 1 bis 13 (ungerade) Neuffenstr. 1 bis 36, 38 Ostendstr. 37, 43 bis 60 Rechbergstr. 4, 6, 8, 9, 11, 13 Rotenbergstr. 30 bis 58, 62 bis 70 und 74 bis 100 (gerade) Schwarenbergstr. 59, 61, 62, 63, 65, 67, 68 Teckstr. 1, 2, 4, 7 bis 10, 12 bis 24, 26, 28 Geschützt nach § 2 DSchG |    |
| Weitere Bilder | Ostheim-Siedlung (Sachgesamtheit)                                               | Haußmannstraße 159, 161 (Karte)                                                       | 1892–1907             | Gebhardt, Heim und Hengerer Teil der Sachgesamtheit Ostheimsiedlung: zugehörige Adressen Achalmstr. 2 bis 12 (gerade) Haußmannstr. 109, 111, 113, 117, 121 bis 151 (ungerade), 155 bis 165 (ungerade), 171, 173 Landhausstr. 140 bis 152 (gerade), 153 bis 179 (ungerade) Lichtensteinstr. 1 bis 13 (ungerade) Neuffenstr. 1 bis 36, 38 Ostendstr. 37, 43 bis 60 Rechbergstr. 4, 6, 8, 9, 11, 13 Rotenbergstr. 30 bis 58, 62 bis 70 und 74 bis 100 (gerade) Schwarenbergstr. 59, 61, 62, 63, 65, 67, 68 Teckstr. 1, 2, 4, 7 bis 10, 12 bis 24, 26, 28 Geschützt nach § 2 DSchG |    |
| Weitere Bilder | Ostheim-Siedlung (Sachgesamtheit)                                               | Haußmannstraße 163, 165 (Karte)                                                       | 1892–1907             | Gebhardt, Heim und Hengerer Teil der Sachgesamtheit Ostheimsiedlung: zugehörige Adressen Achalmstr. 2 bis 12 (gerade) Haußmannstr. 109, 111, 113, 117, 121 bis 151 (ungerade), 155 bis 165 (ungerade), 171, 173 Landhausstr. 140 bis 152 (gerade), 153 bis 179 (ungerade) Lichtensteinstr. 1 bis 13 (ungerade) Neuffenstr. 1 bis 36, 38 Ostendstr. 37, 43 bis 60 Rechbergstr. 4, 6, 8, 9, 11, 13 Rotenbergstr. 30 bis 58, 62 bis 70 und 74 bis 100 (gerade) Schwarenbergstr. 59, 61, 62, 63, 65, 67, 68 Teckstr. 1, 2, 4, 7 bis 10, 12 bis 24, 26, 28 Geschützt nach § 2 DSchG |    |
| Weitere Bilder | Ostheim-Siedlung (Sachgesamtheit)                                               | Haußmannstraße 171, 173 (Karte)                                                       | 1892–1907             | Gebhardt, Heim und Hengerer Teil der Sachgesamtheit Ostheimsiedlung: zugehörige Adressen Achalmstr. 2 bis 12 (gerade) Haußmannstr. 109, 111, 113, 117, 121 bis 151 (ungerade), 155 bis 165 (ungerade), 171, 173 Landhausstr. 140 bis 152 (gerade), 153 bis 179 (ungerade) Lichtensteinstr. 1 bis 13 (ungerade) Neuffenstr. 1 bis 36, 38 Ostendstr. 37, 43 bis 60 Rechbergstr. 4, 6, 8, 9, 11, 13 Rotenbergstr. 30 bis 58, 62 bis 70 und 74 bis 100 (gerade) Schwarenbergstr. 59, 61, 62, 63, 65, 67, 68 Teckstr. 1, 2, 4, 7 bis 10, 12 bis 24, 26, 28 Geschützt nach § 2 DSchG |    |
|                | Mietshäuser (Teil der Sachgesamtheit Raitelsbergsiedlung)                       | Heidlesäcker 1 (Karte)                                                                | 1926–1928             | Expressionismus, Neues Bauen, Alfred Daiber, Eugen Steigleder, Franz Goeser, Rudolf Barth, Fr. Mössner; Georg Stahl, Albert Frank Geschützt nach § 2 DSchG |    |
|                | Mietshäuser (Teil der Sachgesamtheit Raitelsbergsiedlung)                       | Heidlesäcker 2 (Karte)                                                                | 1926–1928             | Expressionismus, Neues Bauen, Alfred Daiber, Eugen Steigleder, Franz Goeser, Rudolf Barth, Fr. Mössner; Georg Stahl, Albert Frank Geschützt nach § 2 DSchG | BW |
|                | Mietshäuser (Teil der Sachgesamtheit Raitelsbergsiedlung)                       | Heidlesäcker 3 (Karte)                                                                | 1926–1928             | Expressionismus, Neues Bauen, Alfred Daiber, Eugen Steigleder, Franz Goeser, Rudolf Barth, Fr. Mössner; Georg Stahl, Albert Frank Geschützt nach § 2 DSchG | BW |
|                | Mietshäuser (Teil der Sachgesamtheit Raitelsbergsiedlung)                       | Heidlesäcker 4 (Karte)                                                                | 1926–1928             | Expressionismus, Neues Bauen, Alfred Daiber, Eugen Steigleder, Franz Goeser, Rudolf Barth, Fr. Mössner; Georg Stahl, Albert Frank Geschützt nach § 2 DSchG | BW |
|                | Mietshäuser (Teil der Sachgesamtheit Raitelsbergsiedlung)                       | Heidlesäcker 5 (Karte)                                                                | 1926–1928             | Expressionismus, Neues Bauen, Alfred Daiber, Eugen Steigleder, Franz Goeser, Rudolf Barth, Fr. Mössner; Georg Stahl, Albert Frank Geschützt nach § 2 DSchG | BW |
|                | Mietshäuser (Teil der Sachgesamtheit Raitelsbergsiedlung)                       | Heidlesäcker 6 (Karte)                                                                | 1926–1928             | Expressionismus, Neues Bauen, Alfred Daiber, Eugen Steigleder, Franz Goeser, Rudolf Barth, Fr. Mössner; Georg Stahl, Albert Frank Geschützt nach § 2 DSchG | BW |
|                | Ostheim-Siedlung (Sachgesamtheit)                                               | Landhausstraße 140 (Karte)                                                            | 1892–1907             | Gebhardt, Heim und Hengerer Teil der Sachgesamtheit Ostheimsiedlung: zugehörige Adressen Achalmstr. 2 bis 12 (gerade) Haußmannstr. 109, 111, 113, 117, 121 bis 151 (ungerade), 155 bis 165 (ungerade), 171, 173 Landhausstr. 140 bis 152 (gerade), 153 bis 179 (ungerade) Lichtensteinstr. 1 bis 13 (ungerade) Neuffenstr. 1 bis 36, 38 Ostendstr. 37, 43 bis 60 Rechbergstr. 4, 6, 8, 9, 11, 13 Rotenbergstr. 30 bis 58, 62 bis 70 und 74 bis 100 (gerade) Schwarenbergstr. 59, 61, 62, 63, 65, 67, 68 Teckstr. 1, 2, 4, 7 bis 10, 12 bis 24, 26, 28 Geschützt nach § 2 DSchG |    |
|                | Ostheim-Siedlung (Sachgesamtheit)                                               | Landhausstraße 142, 144 und 146 (Karte)                                               | 1892–1907             | Gebhardt, Heim und Hengerer Teil der Sachgesamtheit Ostheimsiedlung: zugehörige Adressen Achalmstr. 2 bis 12 (gerade) Haußmannstr. 109, 111, 113, 117, 121 bis 151 (ungerade), 155 bis 165 (ungerade), 171, 173 Landhausstr. 140 bis 152 (gerade), 153 bis 179 (ungerade) Lichtensteinstr. 1 bis 13 (ungerade) Neuffenstr. 1 bis 36, 38 Ostendstr. 37, 43 bis 60 Rechbergstr. 4, 6, 8, 9, 11, 13 Rotenbergstr. 30 bis 58, 62 bis 70 und 74 bis 100 (gerade) Schwarenbergstr. 59, 61, 62, 63, 65, 67, 68 Teckstr. 1, 2, 4, 7 bis 10, 12 bis 24, 26, 28 Geschützt nach § 2 DSchG |    |
|                | Ostheim-Siedlung (Sachgesamtheit)                                               | Landhausstraße 148 und 150 (Karte)                                                    | 1892–1907             | Gebhardt, Heim und Hengerer Teil der Sachgesamtheit Ostheimsiedlung: zugehörige Adressen Achalmstr. 2 bis 12 (gerade) Haußmannstr. 109, 111, 113, 117, 121 bis 151 (ungerade), 155 bis 165 (ungerade), 171, 173 Landhausstr. 140 bis 152 (gerade), 153 bis 179 (ungerade) Lichtensteinstr. 1 bis 13 (ungerade) Neuffenstr. 1 bis 36, 38 Ostendstr. 37, 43 bis 60 Rechbergstr. 4, 6, 8, 9, 11, 13 Rotenbergstr. 30 bis 58, 62 bis 70 und 74 bis 100 (gerade) Schwarenbergstr. 59, 61, 62, 63, 65, 67, 68 Teckstr. 1, 2, 4, 7 bis 10, 12 bis 24, 26, 28 Geschützt nach § 2 DSchG |    |
|                | Ostheim-Siedlung (Sachgesamtheit)                                               | Landhausstraße 152 (Karte)                                                            | 1892–1907             | Gebhardt, Heim und Hengerer Teil der Sachgesamtheit Ostheimsiedlung: zugehörige Adressen Achalmstr. 2 bis 12 (gerade) Haußmannstr. 109, 111, 113, 117, 121 bis 151 (ungerade), 155 bis 165 (ungerade), 171, 173 Landhausstr. 140 bis 152 (gerade), 153 bis 179 (ungerade) Lichtensteinstr. 1 bis 13 (ungerade) Neuffenstr. 1 bis 36, 38 Ostendstr. 37, 43 bis 60 Rechbergstr. 4, 6, 8, 9, 11, 13 Rotenbergstr. 30 bis 58, 62 bis 70 und 74 bis 100 (gerade) Schwarenbergstr. 59, 61, 62, 63, 65, 67, 68 Teckstr. 1, 2, 4, 7 bis 10, 12 bis 24, 26, 28 Geschützt nach § 2 DSchG |    |
|                | Ostheim-Siedlung (Sachgesamtheit)                                               | Landhausstraße 153 (Karte)                                                            | 1892–1907             | Gebhardt, Heim und Hengerer Teil der Sachgesamtheit Ostheimsiedlung: zugehörige Adressen Achalmstr. 2 bis 12 (gerade) Haußmannstr. 109, 111, 113, 117, 121 bis 151 (ungerade), 155 bis 165 (ungerade), 171, 173 Landhausstr. 140 bis 152 (gerade), 153 bis 179 (ungerade) Lichtensteinstr. 1 bis 13 (ungerade) Neuffenstr. 1 bis 36, 38 Ostendstr. 37, 43 bis 60 Rechbergstr. 4, 6, 8, 9, 11, 13 Rotenbergstr. 30 bis 58, 62 bis 70 und 74 bis 100 (gerade) Schwarenbergstr. 59, 61, 62, 63, 65, 67, 68 Teckstr. 1, 2, 4, 7 bis 10, 12 bis 24, 26, 28 Geschützt nach § 2 DSchG |    |
|                | Ostheim-Siedlung (Sachgesamtheit)                                               | Landhausstraße 155 (Karte)                                                            | 1892–1907             | Gebhardt, Heim und Hengerer Teil der Sachgesamtheit Ostheimsiedlung: zugehörige Adressen Achalmstr. 2 bis 12 (gerade) Haußmannstr. 109, 111, 113, 117, 121 bis 151 (ungerade), 155 bis 165 (ungerade), 171, 173 Landhausstr. 140 bis 152 (gerade), 153 bis 179 (ungerade) Lichtensteinstr. 1 bis 13 (ungerade) Neuffenstr. 1 bis 36, 38 Ostendstr. 37, 43 bis 60 Rechbergstr. 4, 6, 8, 9, 11, 13 Rotenbergstr. 30 bis 58, 62 bis 70 und 74 bis 100 (gerade) Schwarenbergstr. 59, 61, 62, 63, 65, 67, 68 Teckstr. 1, 2, 4, 7 bis 10, 12 bis 24, 26, 28 Geschützt nach § 2 DSchG |    |
|                | Ostheim-Siedlung (Sachgesamtheit)                                               | Landhausstraße 157 (Karte)                                                            | 1892–1907             | Gebhardt, Heim und Hengerer Teil der Sachgesamtheit Ostheimsiedlung: zugehörige Adressen Achalmstr. 2 bis 12 (gerade) Haußmannstr. 109, 111, 113, 117, 121 bis 151 (ungerade), 155 bis 165 (ungerade), 171, 173 Landhausstr. 140 bis 152 (gerade), 153 bis 179 (ungerade) Lichtensteinstr. 1 bis 13 (ungerade) Neuffenstr. 1 bis 36, 38 Ostendstr. 37, 43 bis 60 Rechbergstr. 4, 6, 8, 9, 11, 13 Rotenbergstr. 30 bis 58, 62 bis 70 und 74 bis 100 (gerade) Schwarenbergstr. 59, 61, 62, 63, 65, 67, 68 Teckstr. 1, 2, 4, 7 bis 10, 12 bis 24, 26, 28 Geschützt nach § 2 DSchG |    |
|                | Ostheim-Siedlung (Sachgesamtheit)                                               | Landhausstraße 159 und 161 (Karte)                                                    | 1892–1907             | Gebhardt, Heim und Hengerer Teil der Sachgesamtheit Ostheimsiedlung: zugehörige Adressen Achalmstr. 2 bis 12 (gerade) Haußmannstr. 109, 111, 113, 117, 121 bis 151 (ungerade), 155 bis 165 (ungerade), 171, 173 Landhausstr. 140 bis 152 (gerade), 153 bis 179 (ungerade) Lichtensteinstr. 1 bis 13 (ungerade) Neuffenstr. 1 bis 36, 38 Ostendstr. 37, 43 bis 60 Rechbergstr. 4, 6, 8, 9, 11, 13 Rotenbergstr. 30 bis 58, 62 bis 70 und 74 bis 100 (gerade) Schwarenbergstr. 59, 61, 62, 63, 65, 67, 68 Teckstr. 1, 2, 4, 7 bis 10, 12 bis 24, 26, 28 Geschützt nach § 2 DSchG |    |
|                | Ostheim-Siedlung (Sachgesamtheit)                                               | Landhausstraße 163 (Karte)                                                            | 1892–1907             | Gebhardt, Heim und Hengerer Teil der Sachgesamtheit Ostheimsiedlung: zugehörige Adressen Achalmstr. 2 bis 12 (gerade) Haußmannstr. 109, 111, 113, 117, 121 bis 151 (ungerade), 155 bis 165 (ungerade), 171, 173 Landhausstr. 140 bis 152 (gerade), 153 bis 179 (ungerade) Lichtensteinstr. 1 bis 13 (ungerade) Neuffenstr. 1 bis 36, 38 Ostendstr. 37, 43 bis 60 Rechbergstr. 4, 6, 8, 9, 11, 13 Rotenbergstr. 30 bis 58, 62 bis 70 und 74 bis 100 (gerade) Schwarenbergstr. 59, 61, 62, 63, 65, 67, 68 Teckstr. 1, 2, 4, 7 bis 10, 12 bis 24, 26, 28 Geschützt nach § 2 DSchG |    |
|                | Ostheim-Siedlung (Sachgesamtheit)                                               | Landhausstraße 165 (Karte)                                                            | 1892–1907             | Gebhardt, Heim und Hengerer Teil der Sachgesamtheit Ostheimsiedlung: zugehörige Adressen Achalmstr. 2 bis 12 (gerade) Haußmannstr. 109, 111, 113, 117, 121 bis 151 (ungerade), 155 bis 165 (ungerade), 171, 173 Landhausstr. 140 bis 152 (gerade), 153 bis 179 (ungerade) Lichtensteinstr. 1 bis 13 (ungerade) Neuffenstr. 1 bis 36, 38 Ostendstr. 37, 43 bis 60 Rechbergstr. 4, 6, 8, 9, 11, 13 Rotenbergstr. 30 bis 58, 62 bis 70 und 74 bis 100 (gerade) Schwarenbergstr. 59, 61, 62, 63, 65, 67, 68 Teckstr. 1, 2, 4, 7 bis 10, 12 bis 24, 26, 28 Geschützt nach § 2 DSchG |    |
|                | Ostheim-Siedlung (Sachgesamtheit)                                               | Landhausstraße 167 und 169 (Karte)                                                    | 1892–1907             | Gebhardt, Heim und Hengerer Teil der Sachgesamtheit Ostheimsiedlung: zugehörige Adressen Achalmstr. 2 bis 12 (gerade) Haußmannstr. 109, 111, 113, 117, 121 bis 151 (ungerade), 155 bis 165 (ungerade), 171, 173 Landhausstr. 140 bis 152 (gerade), 153 bis 179 (ungerade) Lichtensteinstr. 1 bis 13 (ungerade) Neuffenstr. 1 bis 36, 38 Ostendstr. 37, 43 bis 60 Rechbergstr. 4, 6, 8, 9, 11, 13 Rotenbergstr. 30 bis 58, 62 bis 70 und 74 bis 100 (gerade) Schwarenbergstr. 59, 61, 62, 63, 65, 67, 68 Teckstr. 1, 2, 4, 7 bis 10, 12 bis 24, 26, 28 Geschützt nach § 2 DSchG |    |
|                | Ostheim-Siedlung (Sachgesamtheit)                                               | Landhausstraße 171 und 173 (Karte)                                                    | 1892–1907             | Gebhardt, Heim und Hengerer Teil der Sachgesamtheit Ostheimsiedlung: zugehörige Adressen Achalmstr. 2 bis 12 (gerade) Haußmannstr. 109, 111, 113, 117, 121 bis 151 (ungerade), 155 bis 165 (ungerade), 171, 173 Landhausstr. 140 bis 152 (gerade), 153 bis 179 (ungerade) Lichtensteinstr. 1 bis 13 (ungerade) Neuffenstr. 1 bis 36, 38 Ostendstr. 37, 43 bis 60 Rechbergstr. 4, 6, 8, 9, 11, 13 Rotenbergstr. 30 bis 58, 62 bis 70 und 74 bis 100 (gerade) Schwarenbergstr. 59, 61, 62, 63, 65, 67, 68 Teckstr. 1, 2, 4, 7 bis 10, 12 bis 24, 26, 28 Geschützt nach § 2 DSchG |    |
|                | Ostheim-Siedlung (Sachgesamtheit)                                               | Landhausstraße 175, 177 und 179 (Karte)                                               | 1892–1907             | Gebhardt, Heim und Hengerer Teil der Sachgesamtheit Ostheimsiedlung: zugehörige Adressen Achalmstr. 2 bis 12 (gerade) Haußmannstr. 109, 111, 113, 117, 121 bis 151 (ungerade), 155 bis 165 (ungerade), 171, 173 Landhausstr. 140 bis 152 (gerade), 153 bis 179 (ungerade) Lichtensteinstr. 1 bis 13 (ungerade) Neuffenstr. 1 bis 36, 38 Ostendstr. 37, 43 bis 60 Rechbergstr. 4, 6, 8, 9, 11, 13 Rotenbergstr. 30 bis 58, 62 bis 70 und 74 bis 100 (gerade) Schwarenbergstr. 59, 61, 62, 63, 65, 67, 68 Teckstr. 1, 2, 4, 7 bis 10, 12 bis 24, 26, 28 Geschützt nach § 2 DSchG |    |
|                | Ostheim-Siedlung (Sachgesamtheit)                                               | Lichtensteinstraße 1 (Karte)                                                          | 1892–1907             | Gebhardt, Heim und Hengerer Teil der Sachgesamtheit Ostheimsiedlung: zugehörige Adressen Achalmstr. 2 bis 12 (gerade) Haußmannstr. 109, 111, 113, 117, 121 bis 151 (ungerade), 155 bis 165 (ungerade), 171, 173 Landhausstr. 140 bis 152 (gerade), 153 bis 179 (ungerade) Lichtensteinstr. 1 bis 13 (ungerade) Neuffenstr. 1 bis 36, 38 Ostendstr. 37, 43 bis 60 Rechbergstr. 4, 6, 8, 9, 11, 13 Rotenbergstr. 30 bis 58, 62 bis 70 und 74 bis 100 (gerade) Schwarenbergstr. 59, 61, 62, 63, 65, 67, 68 Teckstr. 1, 2, 4, 7 bis 10, 12 bis 24, 26, 28 Geschützt nach § 2 DSchG |    |
|                | Ostheim-Siedlung (Sachgesamtheit)                                               | Lichtensteinstraße 3 (Karte)                                                          | 1892–1907             | Gebhardt, Heim und Hengerer Teil der Sachgesamtheit Ostheimsiedlung: zugehörige Adressen Achalmstr. 2 bis 12 (gerade) Haußmannstr. 109, 111, 113, 117, 121 bis 151 (ungerade), 155 bis 165 (ungerade), 171, 173 Landhausstr. 140 bis 152 (gerade), 153 bis 179 (ungerade) Lichtensteinstr. 1 bis 13 (ungerade) Neuffenstr. 1 bis 36, 38 Ostendstr. 37, 43 bis 60 Rechbergstr. 4, 6, 8, 9, 11, 13 Rotenbergstr. 30 bis 58, 62 bis 70 und 74 bis 100 (gerade) Schwarenbergstr. 59, 61, 62, 63, 65, 67, 68 Teckstr. 1, 2, 4, 7 bis 10, 12 bis 24, 26, 28 Geschützt nach § 2 DSchG |    |
| Weitere Bilder | Ostheim-Siedlung (Sachgesamtheit)                                               | Lichtensteinstraße 5 (Karte)                                                          | 1892–1907             | Gebhardt, Heim und Hengerer Teil der Sachgesamtheit Ostheimsiedlung Geschützt nach § 2 DSchG |    |
|                | Ostheim-Siedlung (Sachgesamtheit)                                               | Lichtensteinstraße 7 (Karte)                                                          | 1892–1907             | Gebhardt, Heim und Hengerer Teil der Sachgesamtheit Ostheimsiedlung: zugehörige Adressen Achalmstr. 2 bis 12 (gerade) Haußmannstr. 109, 111, 113, 117, 121 bis 151 (ungerade), 155 bis 165 (ungerade), 171, 173 Landhausstr. 140 bis 152 (gerade), 153 bis 179 (ungerade) Lichtensteinstr. 1 bis 13 (ungerade) Neuffenstr. 1 bis 36, 38 Ostendstr. 37, 43 bis 60 Rechbergstr. 4, 6, 8, 9, 11, 13 Rotenbergstr. 30 bis 58, 62 bis 70 und 74 bis 100 (gerade) Schwarenbergstr. 59, 61, 62, 63, 65, 67, 68 Teckstr. 1, 2, 4, 7 bis 10, 12 bis 24, 26, 28 Geschützt nach § 2 DSchG |    |
| Weitere Bilder | Ostheim-Siedlung (Sachgesamtheit)                                               | Lichtensteinstraße 9 (Karte)                                                          | 1892–1907             | Gebhardt, Heim und Hengerer Teil der Sachgesamtheit Ostheimsiedlung: zugehörige Adressen Achalmstr. 2 bis 12 (gerade) Haußmannstr. 109, 111, 113, 117, 121 bis 151 (ungerade), 155 bis 165 (ungerade), 171, 173 Landhausstr. 140 bis 152 (gerade), 153 bis 179 (ungerade) Lichtensteinstr. 1 bis 13 (ungerade) Neuffenstr. 1 bis 36, 38 Ostendstr. 37, 43 bis 60 Rechbergstr. 4, 6, 8, 9, 11, 13 Rotenbergstr. 30 bis 58, 62 bis 70 und 74 bis 100 (gerade) Schwarenbergstr. 59, 61, 62, 63, 65, 67, 68 Teckstr. 1, 2, 4, 7 bis 10, 12 bis 24, 26, 28 Geschützt nach § 2 DSchG |    |
|                | Ostheim-Siedlung (Sachgesamtheit)                                               | Lichtensteinstraße 11 (Karte)                                                         | 1892–1907             | Gebhardt, Heim und Hengerer Teil der Sachgesamtheit Ostheimsiedlung: zugehörige Adressen Achalmstr. 2 bis 12 (gerade) Haußmannstr. 109, 111, 113, 117, 121 bis 151 (ungerade), 155 bis 165 (ungerade), 171, 173 Landhausstr. 140 bis 152 (gerade), 153 bis 179 (ungerade) Lichtensteinstr. 1 bis 13 (ungerade) Neuffenstr. 1 bis 36, 38 Ostendstr. 37, 43 bis 60 Rechbergstr. 4, 6, 8, 9, 11, 13 Rotenbergstr. 30 bis 58, 62 bis 70 und 74 bis 100 (gerade) Schwarenbergstr. 59, 61, 62, 63, 65, 67, 68 Teckstr. 1, 2, 4, 7 bis 10, 12 bis 24, 26, 28 Geschützt nach § 2 DSchG |    |
|                | Ostheim-Siedlung (Sachgesamtheit)                                               | Lichtensteinstraße 13 (Karte)                                                         | 1892–1907             | Gebhardt, Heim und Hengerer Teil der Sachgesamtheit Ostheimsiedlung: zugehörige Adressen Achalmstr. 2 bis 12 (gerade) Haußmannstr. 109, 111, 113, 117, 121 bis 151 (ungerade), 155 bis 165 (ungerade), 171, 173 Landhausstr. 140 bis 152 (gerade), 153 bis 179 (ungerade) Lichtensteinstr. 1 bis 13 (ungerade) Neuffenstr. 1 bis 36, 38 Ostendstr. 37, 43 bis 60 Rechbergstr. 4, 6, 8, 9, 11, 13 Rotenbergstr. 30 bis 58, 62 bis 70 und 74 bis 100 (gerade) Schwarenbergstr. 59, 61, 62, 63, 65, 67, 68 Teckstr. 1, 2, 4, 7 bis 10, 12 bis 24, 26, 28 Geschützt nach § 2 DSchG |    |
|                | Ostheim-Siedlung (Sachgesamtheit)                                               | Neuffenstraße 1 und 3 (Karte)                                                         | 1892–1907             | Gebhardt, Heim und Hengerer Teil der Sachgesamtheit Ostheimsiedlung: zugehörige Adressen Achalmstr. 2 bis 12 (gerade) Haußmannstr. 109, 111, 113, 117, 121 bis 151 (ungerade), 155 bis 165 (ungerade), 171, 173 Landhausstr. 140 bis 152 (gerade), 153 bis 179 (ungerade) Lichtensteinstr. 1 bis 13 (ungerade) Neuffenstr. 1 bis 36, 38 Ostendstr. 37, 43 bis 60 Rechbergstr. 4, 6, 8, 9, 11, 13 Rotenbergstr. 30 bis 58, 62 bis 70 und 74 bis 100 (gerade) Schwarenbergstr. 59, 61, 62, 63, 65, 67, 68 Teckstr. 1, 2, 4, 7 bis 10, 12 bis 24, 26, 28 Geschützt nach § 2 DSchG |    |
|                | Ostheim-Siedlung (Sachgesamtheit)                                               | Neuffenstraße 2 (Karte)                                                               | 1892–1907             | Gebhardt, Heim und Hengerer Teil der Sachgesamtheit Ostheimsiedlung: zugehörige Adressen Achalmstr. 2 bis 12 (gerade) Haußmannstr. 109, 111, 113, 117, 121 bis 151 (ungerade), 155 bis 165 (ungerade), 171, 173 Landhausstr. 140 bis 152 (gerade), 153 bis 179 (ungerade) Lichtensteinstr. 1 bis 13 (ungerade) Neuffenstr. 1 bis 36, 38 Ostendstr. 37, 43 bis 60 Rechbergstr. 4, 6, 8, 9, 11, 13 Rotenbergstr. 30 bis 58, 62 bis 70 und 74 bis 100 (gerade) Schwarenbergstr. 59, 61, 62, 63, 65, 67, 68 Teckstr. 1, 2, 4, 7 bis 10, 12 bis 24, 26, 28 Geschützt nach § 2 DSchG |    |
|                | Ostheim-Siedlung (Sachgesamtheit)                                               | Neuffenstraße 4 und 6 (Karte)                                                         | 1892–1907             | Gebhardt, Heim und Hengerer Teil der Sachgesamtheit Ostheimsiedlung: zugehörige Adressen Achalmstr. 2 bis 12 (gerade) Haußmannstr. 109, 111, 113, 117, 121 bis 151 (ungerade), 155 bis 165 (ungerade), 171, 173 Landhausstr. 140 bis 152 (gerade), 153 bis 179 (ungerade) Lichtensteinstr. 1 bis 13 (ungerade) Neuffenstr. 1 bis 36, 38 Ostendstr. 37, 43 bis 60 Rechbergstr. 4, 6, 8, 9, 11, 13 Rotenbergstr. 30 bis 58, 62 bis 70 und 74 bis 100 (gerade) Schwarenbergstr. 59, 61, 62, 63, 65, 67, 68 Teckstr. 1, 2, 4, 7 bis 10, 12 bis 24, 26, 28 Geschützt nach § 2 DSchG |    |
|                | Ostheim-Siedlung (Sachgesamtheit)                                               | Neuffenstraße 5 (Karte)                                                               | 1892–1907             | Gebhardt, Heim und Hengerer Teil der Sachgesamtheit Ostheimsiedlung: zugehörige Adressen Achalmstr. 2 bis 12 (gerade) Haußmannstr. 109, 111, 113, 117, 121 bis 151 (ungerade), 155 bis 165 (ungerade), 171, 173 Landhausstr. 140 bis 152 (gerade), 153 bis 179 (ungerade) Lichtensteinstr. 1 bis 13 (ungerade) Neuffenstr. 1 bis 36, 38 Ostendstr. 37, 43 bis 60 Rechbergstr. 4, 6, 8, 9, 11, 13 Rotenbergstr. 30 bis 58, 62 bis 70 und 74 bis 100 (gerade) Schwarenbergstr. 59, 61, 62, 63, 65, 67, 68 Teckstr. 1, 2, 4, 7 bis 10, 12 bis 24, 26, 28 Geschützt nach § 2 DSchG |    |
|                | Ostheim-Siedlung (Sachgesamtheit)                                               | Neuffenstraße 7 (Karte)                                                               | 1892–1907             | Gebhardt, Heim und Hengerer Teil der Sachgesamtheit Ostheimsiedlung: zugehörige Adressen Achalmstr. 2 bis 12 (gerade) Haußmannstr. 109, 111, 113, 117, 121 bis 151 (ungerade), 155 bis 165 (ungerade), 171, 173 Landhausstr. 140 bis 152 (gerade), 153 bis 179 (ungerade) Lichtensteinstr. 1 bis 13 (ungerade) Neuffenstr. 1 bis 36, 38 Ostendstr. 37, 43 bis 60 Rechbergstr. 4, 6, 8, 9, 11, 13 Rotenbergstr. 30 bis 58, 62 bis 70 und 74 bis 100 (gerade) Schwarenbergstr. 59, 61, 62, 63, 65, 67, 68 Teckstr. 1, 2, 4, 7 bis 10, 12 bis 24, 26, 28 Geschützt nach § 2 DSchG |    |
|                | Ostheim-Siedlung (Sachgesamtheit)                                               | Neuffenstraße 8 (Karte)                                                               | 1892–1907             | Gebhardt, Heim und Hengerer Teil der Sachgesamtheit Ostheimsiedlung: zugehörige Adressen Achalmstr. 2 bis 12 (gerade) Haußmannstr. 109, 111, 113, 117, 121 bis 151 (ungerade), 155 bis 165 (ungerade), 171, 173 Landhausstr. 140 bis 152 (gerade), 153 bis 179 (ungerade) Lichtensteinstr. 1 bis 13 (ungerade) Neuffenstr. 1 bis 36, 38 Ostendstr. 37, 43 bis 60 Rechbergstr. 4, 6, 8, 9, 11, 13 Rotenbergstr. 30 bis 58, 62 bis 70 und 74 bis 100 (gerade) Schwarenbergstr. 59, 61, 62, 63, 65, 67, 68 Teckstr. 1, 2, 4, 7 bis 10, 12 bis 24, 26, 28 Geschützt nach § 2 DSchG |    |
|                | Ostheim-Siedlung (Sachgesamtheit)                                               | Neuffenstraße 9 und 11 (Karte)                                                        | 1892–1907             | Gebhardt, Heim und Hengerer Teil der Sachgesamtheit Ostheimsiedlung: zugehörige Adressen Achalmstr. 2 bis 12 (gerade) Haußmannstr. 109, 111, 113, 117, 121 bis 151 (ungerade), 155 bis 165 (ungerade), 171, 173 Landhausstr. 140 bis 152 (gerade), 153 bis 179 (ungerade) Lichtensteinstr. 1 bis 13 (ungerade) Neuffenstr. 1 bis 36, 38 Ostendstr. 37, 43 bis 60 Rechbergstr. 4, 6, 8, 9, 11, 13 Rotenbergstr. 30 bis 58, 62 bis 70 und 74 bis 100 (gerade) Schwarenbergstr. 59, 61, 62, 63, 65, 67, 68 Teckstr. 1, 2, 4, 7 bis 10, 12 bis 24, 26, 28 Geschützt nach § 2 DSchG |    |
|                | Ostheim-Siedlung (Sachgesamtheit)                                               | Neuffenstraße 10 (Karte)                                                              | 1892–1907             | Gebhardt, Heim und Hengerer Teil der Sachgesamtheit Ostheimsiedlung: zugehörige Adressen Achalmstr. 2 bis 12 (gerade) Haußmannstr. 109, 111, 113, 117, 121 bis 151 (ungerade), 155 bis 165 (ungerade), 171, 173 Landhausstr. 140 bis 152 (gerade), 153 bis 179 (ungerade) Lichtensteinstr. 1 bis 13 (ungerade) Neuffenstr. 1 bis 36, 38 Ostendstr. 37, 43 bis 60 Rechbergstr. 4, 6, 8, 9, 11, 13 Rotenbergstr. 30 bis 58, 62 bis 70 und 74 bis 100 (gerade) Schwarenbergstr. 59, 61, 62, 63, 65, 67, 68 Teckstr. 1, 2, 4, 7 bis 10, 12 bis 24, 26, 28 Geschützt nach § 2 DSchG |    |
|                | Ostheim-Siedlung (Sachgesamtheit)                                               | Neuffenstraße 12 (Karte)                                                              | 1892–1907             | Gebhardt, Heim und Hengerer Teil der Sachgesamtheit Ostheimsiedlung: zugehörige Adressen Achalmstr. 2 bis 12 (gerade) Haußmannstr. 109, 111, 113, 117, 121 bis 151 (ungerade), 155 bis 165 (ungerade), 171, 173 Landhausstr. 140 bis 152 (gerade), 153 bis 179 (ungerade) Lichtensteinstr. 1 bis 13 (ungerade) Neuffenstr. 1 bis 36, 38 Ostendstr. 37, 43 bis 60 Rechbergstr. 4, 6, 8, 9, 11, 13 Rotenbergstr. 30 bis 58, 62 bis 70 und 74 bis 100 (gerade) Schwarenbergstr. 59, 61, 62, 63, 65, 67, 68 Teckstr. 1, 2, 4, 7 bis 10, 12 bis 24, 26, 28 Geschützt nach § 2 DSchG |    |
|                | Ostheim-Siedlung (Sachgesamtheit)                                               | Neuffenstraße 13 (Karte)                                                              | 1892–1907             | Gebhardt, Heim und Hengerer Teil der Sachgesamtheit Ostheimsiedlung: zugehörige Adressen Achalmstr. 2 bis 12 (gerade) Haußmannstr. 109, 111, 113, 117, 121 bis 151 (ungerade), 155 bis 165 (ungerade), 171, 173 Landhausstr. 140 bis 152 (gerade), 153 bis 179 (ungerade) Lichtensteinstr. 1 bis 13 (ungerade) Neuffenstr. 1 bis 36, 38 Ostendstr. 37, 43 bis 60 Rechbergstr. 4, 6, 8, 9, 11, 13 Rotenbergstr. 30 bis 58, 62 bis 70 und 74 bis 100 (gerade) Schwarenbergstr. 59, 61, 62, 63, 65, 67, 68 Teckstr. 1, 2, 4, 7 bis 10, 12 bis 24, 26, 28 Geschützt nach § 2 DSchG |    |
|                | Ostheim-Siedlung (Sachgesamtheit)                                               | Neuffenstraße 14 und 16 (Karte)                                                       | 1892–1907             | Gebhardt, Heim und Hengerer Teil der Sachgesamtheit Ostheimsiedlung: zugehörige Adressen Achalmstr. 2 bis 12 (gerade) Haußmannstr. 109, 111, 113, 117, 121 bis 151 (ungerade), 155 bis 165 (ungerade), 171, 173 Landhausstr. 140 bis 152 (gerade), 153 bis 179 (ungerade) Lichtensteinstr. 1 bis 13 (ungerade) Neuffenstr. 1 bis 36, 38 Ostendstr. 37, 43 bis 60 Rechbergstr. 4, 6, 8, 9, 11, 13 Rotenbergstr. 30 bis 58, 62 bis 70 und 74 bis 100 (gerade) Schwarenbergstr. 59, 61, 62, 63, 65, 67, 68 Teckstr. 1, 2, 4, 7 bis 10, 12 bis 24, 26, 28 Geschützt nach § 2 DSchG |    |
|                | Ostheim-Siedlung (Sachgesamtheit)                                               | Neuffenstraße 15 (Karte)                                                              | 1892–1907             | Gebhardt, Heim und Hengerer Teil der Sachgesamtheit Ostheimsiedlung: zugehörige Adressen Achalmstr. 2 bis 12 (gerade) Haußmannstr. 109, 111, 113, 117, 121 bis 151 (ungerade), 155 bis 165 (ungerade), 171, 173 Landhausstr. 140 bis 152 (gerade), 153 bis 179 (ungerade) Lichtensteinstr. 1 bis 13 (ungerade) Neuffenstr. 1 bis 36, 38 Ostendstr. 37, 43 bis 60 Rechbergstr. 4, 6, 8, 9, 11, 13 Rotenbergstr. 30 bis 58, 62 bis 70 und 74 bis 100 (gerade) Schwarenbergstr. 59, 61, 62, 63, 65, 67, 68 Teckstr. 1, 2, 4, 7 bis 10, 12 bis 24, 26, 28 Geschützt nach § 2 DSchG |    |
|                | Ostheim-Siedlung (Sachgesamtheit)                                               | Neuffenstraße 17 (Karte)                                                              | 1892–1907             | Gebhardt, Heim und Hengerer Teil der Sachgesamtheit Ostheimsiedlung: zugehörige Adressen Achalmstr. 2 bis 12 (gerade) Haußmannstr. 109, 111, 113, 117, 121 bis 151 (ungerade), 155 bis 165 (ungerade), 171, 173 Landhausstr. 140 bis 152 (gerade), 153 bis 179 (ungerade) Lichtensteinstr. 1 bis 13 (ungerade) Neuffenstr. 1 bis 36, 38 Ostendstr. 37, 43 bis 60 Rechbergstr. 4, 6, 8, 9, 11, 13 Rotenbergstr. 30 bis 58, 62 bis 70 und 74 bis 100 (gerade) Schwarenbergstr. 59, 61, 62, 63, 65, 67, 68 Teckstr. 1, 2, 4, 7 bis 10, 12 bis 24, 26, 28 Geschützt nach § 2 DSchG |    |
| Weitere Bilder | Ostheim-Siedlung (Sachgesamtheit)                                               | Neuffenstraße 18 und 20 (Karte)                                                       | 1892–1907             | Gebhardt, Heim und Hengerer Teil der Sachgesamtheit Ostheimsiedlung: zugehörige Adressen Achalmstr. 2 bis 12 (gerade) Haußmannstr. 109, 111, 113, 117, 121 bis 151 (ungerade), 155 bis 165 (ungerade), 171, 173 Landhausstr. 140 bis 152 (gerade), 153 bis 179 (ungerade) Lichtensteinstr. 1 bis 13 (ungerade) Neuffenstr. 1 bis 36, 38 Ostendstr. 37, 43 bis 60 Rechbergstr. 4, 6, 8, 9, 11, 13 Rotenbergstr. 30 bis 58, 62 bis 70 und 74 bis 100 (gerade) Schwarenbergstr. 59, 61, 62, 63, 65, 67, 68 Teckstr. 1, 2, 4, 7 bis 10, 12 bis 24, 26, 28 Geschützt nach § 2 DSchG |    |
|                | Ostheim-Siedlung (Sachgesamtheit)                                               | Neuffenstraße 19 (Karte)                                                              | 1892–1907             | Gebhardt, Heim und Hengerer Teil der Sachgesamtheit Ostheimsiedlung: zugehörige Adressen Achalmstr. 2 bis 12 (gerade) Haußmannstr. 109, 111, 113, 117, 121 bis 151 (ungerade), 155 bis 165 (ungerade), 171, 173 Landhausstr. 140 bis 152 (gerade), 153 bis 179 (ungerade) Lichtensteinstr. 1 bis 13 (ungerade) Neuffenstr. 1 bis 36, 38 Ostendstr. 37, 43 bis 60 Rechbergstr. 4, 6, 8, 9, 11, 13 Rotenbergstr. 30 bis 58, 62 bis 70 und 74 bis 100 (gerade) Schwarenbergstr. 59, 61, 62, 63, 65, 67, 68 Teckstr. 1, 2, 4, 7 bis 10, 12 bis 24, 26, 28 Geschützt nach § 2 DSchG |    |
|                | Ostheim-Siedlung (Sachgesamtheit)                                               | Neuffenstraße 21 und 23 (Karte)                                                       | 1892–1907             | Gebhardt, Heim und Hengerer Teil der Sachgesamtheit Ostheimsiedlung: zugehörige Adressen Achalmstr. 2 bis 12 (gerade) Haußmannstr. 109, 111, 113, 117, 121 bis 151 (ungerade), 155 bis 165 (ungerade), 171, 173 Landhausstr. 140 bis 152 (gerade), 153 bis 179 (ungerade) Lichtensteinstr. 1 bis 13 (ungerade) Neuffenstr. 1 bis 36, 38 Ostendstr. 37, 43 bis 60 Rechbergstr. 4, 6, 8, 9, 11, 13 Rotenbergstr. 30 bis 58, 62 bis 70 und 74 bis 100 (gerade) Schwarenbergstr. 59, 61, 62, 63, 65, 67, 68 Teckstr. 1, 2, 4, 7 bis 10, 12 bis 24, 26, 28 Geschützt nach § 2 DSchG |    |
|                | Ostheim-Siedlung (Sachgesamtheit)                                               | Neuffenstraße 22 und 24 (Karte)                                                       | 1892–1907             | Gebhardt, Heim und Hengerer Teil der Sachgesamtheit Ostheimsiedlung: zugehörige Adressen Achalmstr. 2 bis 12 (gerade) Haußmannstr. 109, 111, 113, 117, 121 bis 151 (ungerade), 155 bis 165 (ungerade), 171, 173 Landhausstr. 140 bis 152 (gerade), 153 bis 179 (ungerade) Lichtensteinstr. 1 bis 13 (ungerade) Neuffenstr. 1 bis 36, 38 Ostendstr. 37, 43 bis 60 Rechbergstr. 4, 6, 8, 9, 11, 13 Rotenbergstr. 30 bis 58, 62 bis 70 und 74 bis 100 (gerade) Schwarenbergstr. 59, 61, 62, 63, 65, 67, 68 Teckstr. 1, 2, 4, 7 bis 10, 12 bis 24, 26, 28 Geschützt nach § 2 DSchG |    |
|                | Ostheim-Siedlung (Sachgesamtheit)                                               | Neuffenstraße 25 (Karte)                                                              | 1892–1907             | Gebhardt, Heim und Hengerer Teil der Sachgesamtheit Ostheimsiedlung: zugehörige Adressen Achalmstr. 2 bis 12 (gerade) Haußmannstr. 109, 111, 113, 117, 121 bis 151 (ungerade), 155 bis 165 (ungerade), 171, 173 Landhausstr. 140 bis 152 (gerade), 153 bis 179 (ungerade) Lichtensteinstr. 1 bis 13 (ungerade) Neuffenstr. 1 bis 36, 38 Ostendstr. 37, 43 bis 60 Rechbergstr. 4, 6, 8, 9, 11, 13 Rotenbergstr. 30 bis 58, 62 bis 70 und 74 bis 100 (gerade) Schwarenbergstr. 59, 61, 62, 63, 65, 67, 68 Teckstr. 1, 2, 4, 7 bis 10, 12 bis 24, 26, 28 Geschützt nach § 2 DSchG |    |
|                | Ostheim-Siedlung (Sachgesamtheit)                                               | Neuffenstraße 26 (Karte)                                                              | 1892–1907             | Gebhardt, Heim und Hengerer Teil der Sachgesamtheit Ostheimsiedlung: zugehörige Adressen Achalmstr. 2 bis 12 (gerade) Haußmannstr. 109, 111, 113, 117, 121 bis 151 (ungerade), 155 bis 165 (ungerade), 171, 173 Landhausstr. 140 bis 152 (gerade), 153 bis 179 (ungerade) Lichtensteinstr. 1 bis 13 (ungerade) Neuffenstr. 1 bis 36, 38 Ostendstr. 37, 43 bis 60 Rechbergstr. 4, 6, 8, 9, 11, 13 Rotenbergstr. 30 bis 58, 62 bis 70 und 74 bis 100 (gerade) Schwarenbergstr. 59, 61, 62, 63, 65, 67, 68 Teckstr. 1, 2, 4, 7 bis 10, 12 bis 24, 26, 28 Geschützt nach § 2 DSchG |    |
|                | Ostheim-Siedlung (Sachgesamtheit)                                               | Neuffenstraße 27 (Karte)                                                              | 1892–1907             | Gebhardt, Heim und Hengerer Teil der Sachgesamtheit Ostheimsiedlung: zugehörige Adressen Achalmstr. 2 bis 12 (gerade) Haußmannstr. 109, 111, 113, 117, 121 bis 151 (ungerade), 155 bis 165 (ungerade), 171, 173 Landhausstr. 140 bis 152 (gerade), 153 bis 179 (ungerade) Lichtensteinstr. 1 bis 13 (ungerade) Neuffenstr. 1 bis 36, 38 Ostendstr. 37, 43 bis 60 Rechbergstr. 4, 6, 8, 9, 11, 13 Rotenbergstr. 30 bis 58, 62 bis 70 und 74 bis 100 (gerade) Schwarenbergstr. 59, 61, 62, 63, 65, 67, 68 Teckstr. 1, 2, 4, 7 bis 10, 12 bis 24, 26, 28 Geschützt nach § 2 DSchG |    |
|                | Ostheim-Siedlung (Sachgesamtheit)                                               | Neuffenstraße 28 und 30 (Karte)                                                       | 1892–1907             | Gebhardt, Heim und Hengerer Teil der Sachgesamtheit Ostheimsiedlung: zugehörige Adressen Achalmstr. 2 bis 12 (gerade) Haußmannstr. 109, 111, 113, 117, 121 bis 151 (ungerade), 155 bis 165 (ungerade), 171, 173 Landhausstr. 140 bis 152 (gerade), 153 bis 179 (ungerade) Lichtensteinstr. 1 bis 13 (ungerade) Neuffenstr. 1 bis 36, 38 Ostendstr. 37, 43 bis 60 Rechbergstr. 4, 6, 8, 9, 11, 13 Rotenbergstr. 30 bis 58, 62 bis 70 und 74 bis 100 (gerade) Schwarenbergstr. 59, 61, 62, 63, 65, 67, 68 Teckstr. 1, 2, 4, 7 bis 10, 12 bis 24, 26, 28 Geschützt nach § 2 DSchG |    |
|                | Ostheim-Siedlung (Sachgesamtheit)                                               | Neuffenstraße 29 und 31 (Karte)                                                       | 1892–1907             | Gebhardt, Heim und Hengerer Teil der Sachgesamtheit Ostheimsiedlung: zugehörige Adressen Achalmstr. 2 bis 12 (gerade) Haußmannstr. 109, 111, 113, 117, 121 bis 151 (ungerade), 155 bis 165 (ungerade), 171, 173 Landhausstr. 140 bis 152 (gerade), 153 bis 179 (ungerade) Lichtensteinstr. 1 bis 13 (ungerade) Neuffenstr. 1 bis 36, 38 Ostendstr. 37, 43 bis 60 Rechbergstr. 4, 6, 8, 9, 11, 13 Rotenbergstr. 30 bis 58, 62 bis 70 und 74 bis 100 (gerade) Schwarenbergstr. 59, 61, 62, 63, 65, 67, 68 Teckstr. 1, 2, 4, 7 bis 10, 12 bis 24, 26, 28 Geschützt nach § 2 DSchG |    |
|                | Ostheim-Siedlung (Sachgesamtheit)                                               | Neuffenstraße 32 und 34 (Karte)                                                       | 1892–1907             | Gebhardt, Heim und Hengerer Teil der Sachgesamtheit Ostheimsiedlung: zugehörige Adressen Achalmstr. 2 bis 12 (gerade) Haußmannstr. 109, 111, 113, 117, 121 bis 151 (ungerade), 155 bis 165 (ungerade), 171, 173 Landhausstr. 140 bis 152 (gerade), 153 bis 179 (ungerade) Lichtensteinstr. 1 bis 13 (ungerade) Neuffenstr. 1 bis 36, 38 Ostendstr. 37, 43 bis 60 Rechbergstr. 4, 6, 8, 9, 11, 13 Rotenbergstr. 30 bis 58, 62 bis 70 und 74 bis 100 (gerade) Schwarenbergstr. 59, 61, 62, 63, 65, 67, 68 Teckstr. 1, 2, 4, 7 bis 10, 12 bis 24, 26, 28 Geschützt nach § 2 DSchG |    |
|                | Ostheim-Siedlung (Sachgesamtheit)                                               | Neuffenstraße 33 und 35 (Karte)                                                       | 1892–1907             | Gebhardt, Heim und Hengerer Teil der Sachgesamtheit Ostheimsiedlung: zugehörige Adressen Achalmstr. 2 bis 12 (gerade) Haußmannstr. 109, 111, 113, 117, 121 bis 151 (ungerade), 155 bis 165 (ungerade), 171, 173 Landhausstr. 140 bis 152 (gerade), 153 bis 179 (ungerade) Lichtensteinstr. 1 bis 13 (ungerade) Neuffenstr. 1 bis 36, 38 Ostendstr. 37, 43 bis 60 Rechbergstr. 4, 6, 8, 9, 11, 13 Rotenbergstr. 30 bis 58, 62 bis 70 und 74 bis 100 (gerade) Schwarenbergstr. 59, 61, 62, 63, 65, 67, 68 Teckstr. 1, 2, 4, 7 bis 10, 12 bis 24, 26, 28 Geschützt nach § 2 DSchG |    |
|                | Ostheim-Siedlung (Sachgesamtheit)                                               | Neuffenstraße 36 und 38 (Karte)                                                       | 1892–1907             | Gebhardt, Heim und Hengerer Teil der Sachgesamtheit Ostheimsiedlung: zugehörige Adressen Achalmstr. 2 bis 12 (gerade) Haußmannstr. 109, 111, 113, 117, 121 bis 151 (ungerade), 155 bis 165 (ungerade), 171, 173 Landhausstr. 140 bis 152 (gerade), 153 bis 179 (ungerade) Lichtensteinstr. 1 bis 13 (ungerade) Neuffenstr. 1 bis 36, 38 Ostendstr. 37, 43 bis 60 Rechbergstr. 4, 6, 8, 9, 11, 13 Rotenbergstr. 30 bis 58, 62 bis 70 und 74 bis 100 (gerade) Schwarenbergstr. 59, 61, 62, 63, 65, 67, 68 Teckstr. 1, 2, 4, 7 bis 10, 12 bis 24, 26, 28 Geschützt nach § 2 DSchG |    |
|                | Ostheim-Siedlung (Sachgesamtheit)                                               | Ostendstraße 37 (Karte)                                                               | 1892–1907             | Gebhardt, Heim und Hengerer Teil der Sachgesamtheit Ostheimsiedlung: zugehörige Adressen Achalmstr. 2 bis 12 (gerade) Haußmannstr. 109, 111, 113, 117, 121 bis 151 (ungerade), 155 bis 165 (ungerade), 171, 173 Landhausstr. 140 bis 152 (gerade), 153 bis 179 (ungerade) Lichtensteinstr. 1 bis 13 (ungerade) Neuffenstr. 1 bis 36, 38 Ostendstr. 37, 43 bis 60 Rechbergstr. 4, 6, 8, 9, 11, 13 Rotenbergstr. 30 bis 58, 62 bis 70 und 74 bis 100 (gerade) Schwarenbergstr. 59, 61, 62, 63, 65, 67, 68 Teckstr. 1, 2, 4, 7 bis 10, 12 bis 24, 26, 28 Geschützt nach § 2 DSchG |    |
|                | Ostheim-Siedlung (Sachgesamtheit)                                               | Ostendstraße 43 und 45 (Karte)                                                        | 1892–1907             | Gebhardt, Heim und Hengerer Teil der Sachgesamtheit Ostheimsiedlung: zugehörige Adressen Achalmstr. 2 bis 12 (gerade) Haußmannstr. 109, 111, 113, 117, 121 bis 151 (ungerade), 155 bis 165 (ungerade), 171, 173 Landhausstr. 140 bis 152 (gerade), 153 bis 179 (ungerade) Lichtensteinstr. 1 bis 13 (ungerade) Neuffenstr. 1 bis 36, 38 Ostendstr. 37, 43 bis 60 Rechbergstr. 4, 6, 8, 9, 11, 13 Rotenbergstr. 30 bis 58, 62 bis 70 und 74 bis 100 (gerade) Schwarenbergstr. 59, 61, 62, 63, 65, 67, 68 Teckstr. 1, 2, 4, 7 bis 10, 12 bis 24, 26, 28 Geschützt nach § 2 DSchG |    |
|                | Ostheim-Siedlung (Sachgesamtheit)                                               | Ostendstraße 44 (Karte)                                                               | 1892–1907             | Gebhardt, Heim und Hengerer Teil der Sachgesamtheit Ostheimsiedlung: zugehörige Adressen Achalmstr. 2 bis 12 (gerade) Haußmannstr. 109, 111, 113, 117, 121 bis 151 (ungerade), 155 bis 165 (ungerade), 171, 173 Landhausstr. 140 bis 152 (gerade), 153 bis 179 (ungerade) Lichtensteinstr. 1 bis 13 (ungerade) Neuffenstr. 1 bis 36, 38 Ostendstr. 37, 43 bis 60 Rechbergstr. 4, 6, 8, 9, 11, 13 Rotenbergstr. 30 bis 58, 62 bis 70 und 74 bis 100 (gerade) Schwarenbergstr. 59, 61, 62, 63, 65, 67, 68 Teckstr. 1, 2, 4, 7 bis 10, 12 bis 24, 26, 28 Geschützt nach § 2 DSchG |    |
|                | Ostheim-Siedlung (Sachgesamtheit)                                               | Ostendstraße 46 und 48 (Karte)                                                        | 1892–1907             | Gebhardt, Heim und Hengerer Teil der Sachgesamtheit Ostheimsiedlung: zugehörige Adressen Achalmstr. 2 bis 12 (gerade) Haußmannstr. 109, 111, 113, 117, 121 bis 151 (ungerade), 155 bis 165 (ungerade), 171, 173 Landhausstr. 140 bis 152 (gerade), 153 bis 179 (ungerade) Lichtensteinstr. 1 bis 13 (ungerade) Neuffenstr. 1 bis 36, 38 Ostendstr. 37, 43 bis 60 Rechbergstr. 4, 6, 8, 9, 11, 13 Rotenbergstr. 30 bis 58, 62 bis 70 und 74 bis 100 (gerade) Schwarenbergstr. 59, 61, 62, 63, 65, 67, 68 Teckstr. 1, 2, 4, 7 bis 10, 12 bis 24, 26, 28 Geschützt nach § 2 DSchG |    |
|                | Ostheim-Siedlung (Sachgesamtheit)                                               | Ostendstraße 47 und 49 (Karte)                                                        | 1892–1907             | Gebhardt, Heim und Hengerer Teil der Sachgesamtheit Ostheimsiedlung: zugehörige Adressen Achalmstr. 2 bis 12 (gerade) Haußmannstr. 109, 111, 113, 117, 121 bis 151 (ungerade), 155 bis 165 (ungerade), 171, 173 Landhausstr. 140 bis 152 (gerade), 153 bis 179 (ungerade) Lichtensteinstr. 1 bis 13 (ungerade) Neuffenstr. 1 bis 36, 38 Ostendstr. 37, 43 bis 60 Rechbergstr. 4, 6, 8, 9, 11, 13 Rotenbergstr. 30 bis 58, 62 bis 70 und 74 bis 100 (gerade) Schwarenbergstr. 59, 61, 62, 63, 65, 67, 68 Teckstr. 1, 2, 4, 7 bis 10, 12 bis 24, 26, 28 Geschützt nach § 2 DSchG |    |
|                | Mietshäuser (Teil der Sachgesamtheit Ostheim-Siedlung)                          | Ostendstraße 50, 52 und 54 (Karte)                                                    | 1892–1907             | Gebhardt, Heim und Hengerer Geschützt nach § 2 DSchG |    |
|                | Ostheim-Siedlung (Sachgesamtheit)                                               | Ostendstraße 51 und 53 (Karte)                                                        | 1892–1907             | Gebhardt, Heim und Hengerer Teil der Sachgesamtheit Ostheimsiedlung: zugehörige Adressen Achalmstr. 2 bis 12 (gerade) Haußmannstr. 109, 111, 113, 117, 121 bis 151 (ungerade), 155 bis 165 (ungerade), 171, 173 Landhausstr. 140 bis 152 (gerade), 153 bis 179 (ungerade) Lichtensteinstr. 1 bis 13 (ungerade) Neuffenstr. 1 bis 36, 38 Ostendstr. 37, 43 bis 60 Rechbergstr. 4, 6, 8, 9, 11, 13 Rotenbergstr. 30 bis 58, 62 bis 70 und 74 bis 100 (gerade) Schwarenbergstr. 59, 61, 62, 63, 65, 67, 68 Teckstr. 1, 2, 4, 7 bis 10, 12 bis 24, 26, 28 Geschützt nach § 2 DSchG |    |
|                | Ostheim-Siedlung (Sachgesamtheit)                                               | Ostendstraße 55 und 57 (Karte)                                                        | 1892–1907             | Gebhardt, Heim und Hengerer Teil der Sachgesamtheit Ostheimsiedlung: zugehörige Adressen Achalmstr. 2 bis 12 (gerade) Haußmannstr. 109, 111, 113, 117, 121 bis 151 (ungerade), 155 bis 165 (ungerade), 171, 173 Landhausstr. 140 bis 152 (gerade), 153 bis 179 (ungerade) Lichtensteinstr. 1 bis 13 (ungerade) Neuffenstr. 1 bis 36, 38 Ostendstr. 37, 43 bis 60 Rechbergstr. 4, 6, 8, 9, 11, 13 Rotenbergstr. 30 bis 58, 62 bis 70 und 74 bis 100 (gerade) Schwarenbergstr. 59, 61, 62, 63, 65, 67, 68 Teckstr. 1, 2, 4, 7 bis 10, 12 bis 24, 26, 28 Geschützt nach § 2 DSchG |    |
|                | Ostheim-Siedlung (Sachgesamtheit)                                               | Ostendstraße 56 und 58 (Karte)                                                        | 1892–1907             | Gebhardt, Heim und Hengerer Teil der Sachgesamtheit Ostheimsiedlung: zugehörige Adressen Achalmstr. 2 bis 12 (gerade) Haußmannstr. 109, 111, 113, 117, 121 bis 151 (ungerade), 155 bis 165 (ungerade), 171, 173 Landhausstr. 140 bis 152 (gerade), 153 bis 179 (ungerade) Lichtensteinstr. 1 bis 13 (ungerade) Neuffenstr. 1 bis 36, 38 Ostendstr. 37, 43 bis 60 Rechbergstr. 4, 6, 8, 9, 11, 13 Rotenbergstr. 30 bis 58, 62 bis 70 und 74 bis 100 (gerade) Schwarenbergstr. 59, 61, 62, 63, 65, 67, 68 Teckstr. 1, 2, 4, 7 bis 10, 12 bis 24, 26, 28 Geschützt nach § 2 DSchG |    |
|                | Ostheim-Siedlung (Sachgesamtheit)                                               | Ostendstraße 59 (Karte)                                                               | 1892–1907             | Gebhardt, Heim und Hengerer Teil der Sachgesamtheit Ostheimsiedlung: zugehörige Adressen Achalmstr. 2 bis 12 (gerade) Haußmannstr. 109, 111, 113, 117, 121 bis 151 (ungerade), 155 bis 165 (ungerade), 171, 173 Landhausstr. 140 bis 152 (gerade), 153 bis 179 (ungerade) Lichtensteinstr. 1 bis 13 (ungerade) Neuffenstr. 1 bis 36, 38 Ostendstr. 37, 43 bis 60 Rechbergstr. 4, 6, 8, 9, 11, 13 Rotenbergstr. 30 bis 58, 62 bis 70 und 74 bis 100 (gerade) Schwarenbergstr. 59, 61, 62, 63, 65, 67, 68 Teckstr. 1, 2, 4, 7 bis 10, 12 bis 24, 26, 28 Geschützt nach § 2 DSchG |    |
|                | Ostheim-Siedlung (Sachgesamtheit)                                               | Ostendstraße 60 (Karte)                                                               | 1892–1907             | Gebhardt, Heim und Hengerer Teil der Sachgesamtheit Ostheimsiedlung: zugehörige Adressen Achalmstr. 2 bis 12 (gerade) Haußmannstr. 109, 111, 113, 117, 121 bis 151 (ungerade), 155 bis 165 (ungerade), 171, 173 Landhausstr. 140 bis 152 (gerade), 153 bis 179 (ungerade) Lichtensteinstr. 1 bis 13 (ungerade) Neuffenstr. 1 bis 36, 38 Ostendstr. 37, 43 bis 60 Rechbergstr. 4, 6, 8, 9, 11, 13 Rotenbergstr. 30 bis 58, 62 bis 70 und 74 bis 100 (gerade) Schwarenbergstr. 59, 61, 62, 63, 65, 67, 68 Teckstr. 1, 2, 4, 7 bis 10, 12 bis 24, 26, 28 Geschützt nach § 2 DSchG |    |
| Weitere Bilder | Mietshäuser (Teil der Sachgesamtheit Raitelsbergsiedlung)                       | Parkstr. 1 bis 23 (ungerade) (Karte)                                                  | 1926–1928             | Expressionismus, Neues Bauen, Alfred Daiber, Eugen Steigleder, Franz Goeser, Rudolf Barth, Fr. Mössner; Georg Stahl, Albert Frank Geschützt nach § 2 DSchG |    |
|                | Ostheim-Siedlung (Sachgesamtheit)                                               | Rechbergstraße 4 (Karte)                                                              | 1892–1907             | Gebhardt, Heim und Hengerer Teil der Sachgesamtheit Ostheimsiedlung: zugehörige Adressen Achalmstr. 2 bis 12 (gerade) Haußmannstr. 109, 111, 113, 117, 121 bis 151 (ungerade), 155 bis 165 (ungerade), 171, 173 Landhausstr. 140 bis 152 (gerade), 153 bis 179 (ungerade) Lichtensteinstr. 1 bis 13 (ungerade) Neuffenstr. 1 bis 36, 38 Ostendstr. 37, 43 bis 60 Rechbergstr. 4, 6, 8, 9, 11, 13 Rotenbergstr. 30 bis 58, 62 bis 70 und 74 bis 100 (gerade) Schwarenbergstr. 59, 61, 62, 63, 65, 67, 68 Teckstr. 1, 2, 4, 7 bis 10, 12 bis 24, 26, 28 Geschützt nach § 2 DSchG |    |
|                | Ostheim-Siedlung (Sachgesamtheit)                                               | Rechbergstraße 6 (Karte)                                                              | 1892–1907             | Gebhardt, Heim und Hengerer Teil der Sachgesamtheit Ostheimsiedlung: zugehörige Adressen Achalmstr. 2 bis 12 (gerade) Haußmannstr. 109, 111, 113, 117, 121 bis 151 (ungerade), 155 bis 165 (ungerade), 171, 173 Landhausstr. 140 bis 152 (gerade), 153 bis 179 (ungerade) Lichtensteinstr. 1 bis 13 (ungerade) Neuffenstr. 1 bis 36, 38 Ostendstr. 37, 43 bis 60 Rechbergstr. 4, 6, 8, 9, 11, 13 Rotenbergstr. 30 bis 58, 62 bis 70 und 74 bis 100 (gerade) Schwarenbergstr. 59, 61, 62, 63, 65, 67, 68 Teckstr. 1, 2, 4, 7 bis 10, 12 bis 24, 26, 28 Geschützt nach § 2 DSchG |    |
|                | Ostheim-Siedlung (Sachgesamtheit)                                               | Rechbergstraße 8 (Karte)                                                              | 1892–1907             | Gebhardt, Heim und Hengerer Teil der Sachgesamtheit Ostheimsiedlung: zugehörige Adressen Achalmstr. 2 bis 12 (gerade) Haußmannstr. 109, 111, 113, 117, 121 bis 151 (ungerade), 155 bis 165 (ungerade), 171, 173 Landhausstr. 140 bis 152 (gerade), 153 bis 179 (ungerade) Lichtensteinstr. 1 bis 13 (ungerade) Neuffenstr. 1 bis 36, 38 Ostendstr. 37, 43 bis 60 Rechbergstr. 4, 6, 8, 9, 11, 13 Rotenbergstr. 30 bis 58, 62 bis 70 und 74 bis 100 (gerade) Schwarenbergstr. 59, 61, 62, 63, 65, 67, 68 Teckstr. 1, 2, 4, 7 bis 10, 12 bis 24, 26, 28 Geschützt nach § 2 DSchG |    |
|                | Ostheim-Siedlung (Sachgesamtheit)                                               | Rechbergstraße 9 (Karte)                                                              | 1892–1907             | Gebhardt, Heim und Hengerer Teil der Sachgesamtheit Ostheimsiedlung: zugehörige Adressen Achalmstr. 2 bis 12 (gerade) Haußmannstr. 109, 111, 113, 117, 121 bis 151 (ungerade), 155 bis 165 (ungerade), 171, 173 Landhausstr. 140 bis 152 (gerade), 153 bis 179 (ungerade) Lichtensteinstr. 1 bis 13 (ungerade) Neuffenstr. 1 bis 36, 38 Ostendstr. 37, 43 bis 60 Rechbergstr. 4, 6, 8, 9, 11, 13 Rotenbergstr. 30 bis 58, 62 bis 70 und 74 bis 100 (gerade) Schwarenbergstr. 59, 61, 62, 63, 65, 67, 68 Teckstr. 1, 2, 4, 7 bis 10, 12 bis 24, 26, 28 Geschützt nach § 2 DSchG |    |
|                | Ostheim-Siedlung (Sachgesamtheit)                                               | Rechbergstraße 11 und 13 (Karte)                                                      | 1892–1907             | Gebhardt, Heim und Hengerer Teil der Sachgesamtheit Ostheimsiedlung: zugehörige Adressen Achalmstr. 2 bis 12 (gerade) Haußmannstr. 109, 111, 113, 117, 121 bis 151 (ungerade), 155 bis 165 (ungerade), 171, 173 Landhausstr. 140 bis 152 (gerade), 153 bis 179 (ungerade) Lichtensteinstr. 1 bis 13 (ungerade) Neuffenstr. 1 bis 36, 38 Ostendstr. 37, 43 bis 60 Rechbergstr. 4, 6, 8, 9, 11, 13 Rotenbergstr. 30 bis 58, 62 bis 70 und 74 bis 100 (gerade) Schwarenbergstr. 59, 61, 62, 63, 65, 67, 68 Teckstr. 1, 2, 4, 7 bis 10, 12 bis 24, 26, 28 Geschützt nach § 2 DSchG |    |
| Weitere Bilder | Mietshäuser (Teil der Sachgesamtheit Raitelsbergsiedlung)                       | Röntgenstr. 2 bis 32 (gerade) (Karte)                                                 | 1926–1928             | Expressionismus, Neues Bauen, Alfred Daiber, Eugen Steigleder, Franz Goeser, Rudolf Barth, Fr. Mössner; Georg Stahl, Albert Frank Geschützt nach § 2 DSchG |    |
|                | Ostheim-Siedlung (Sachgesamtheit)                                               | Rotenbergstraße 30, 32 und 34 (Karte)                                                 | 1892–1907             | Gebhardt, Heim und Hengerer Teil der Sachgesamtheit Ostheimsiedlung: zugehörige Adressen Achalmstr. 2 bis 12 (gerade) Haußmannstr. 109, 111, 113, 117, 121 bis 151 (ungerade), 155 bis 165 (ungerade), 171, 173 Landhausstr. 140 bis 152 (gerade), 153 bis 179 (ungerade) Lichtensteinstr. 1 bis 13 (ungerade) Neuffenstr. 1 bis 36, 38 Ostendstr. 37, 43 bis 60 Rechbergstr. 4, 6, 8, 9, 11, 13 Rotenbergstr. 30 bis 58, 62 bis 70 und 74 bis 100 (gerade) Schwarenbergstr. 59, 61, 62, 63, 65, 67, 68 Teckstr. 1, 2, 4, 7 bis 10, 12 bis 24, 26, 28 Geschützt nach § 2 DSchG |    |
|                | Ostheim-Siedlung (Sachgesamtheit)                                               | Rotenbergstraße 36 (Karte)                                                            | 1892–1907             | Gebhardt, Heim und Hengerer Teil der Sachgesamtheit Ostheimsiedlung: zugehörige Adressen Achalmstr. 2 bis 12 (gerade) Haußmannstr. 109, 111, 113, 117, 121 bis 151 (ungerade), 155 bis 165 (ungerade), 171, 173 Landhausstr. 140 bis 152 (gerade), 153 bis 179 (ungerade) Lichtensteinstr. 1 bis 13 (ungerade) Neuffenstr. 1 bis 36, 38 Ostendstr. 37, 43 bis 60 Rechbergstr. 4, 6, 8, 9, 11, 13 Rotenbergstr. 30 bis 58, 62 bis 70 und 74 bis 100 (gerade) Schwarenbergstr. 59, 61, 62, 63, 65, 67, 68 Teckstr. 1, 2, 4, 7 bis 10, 12 bis 24, 26, 28 Geschützt nach § 2 DSchG |    |
|                | Mietshaus (Teil der Sachgesamtheit Ostheim-Siedlung)                            | Rotenbergstraße 38 (Karte)                                                            | 1892–1907             | Gebhardt, Heim und Hengerer Geschützt nach § 2 DSchG |    |
|                | Ostheim-Siedlung (Sachgesamtheit)                                               | Rotenbergstraße 40 (Karte)                                                            | 1892–1907             | Gebhardt, Heim und Hengerer Teil der Sachgesamtheit Ostheimsiedlung: zugehörige Adressen Achalmstr. 2 bis 12 (gerade) Haußmannstr. 109, 111, 113, 117, 121 bis 151 (ungerade), 155 bis 165 (ungerade), 171, 173 Landhausstr. 140 bis 152 (gerade), 153 bis 179 (ungerade) Lichtensteinstr. 1 bis 13 (ungerade) Neuffenstr. 1 bis 36, 38 Ostendstr. 37, 43 bis 60 Rechbergstr. 4, 6, 8, 9, 11, 13 Rotenbergstr. 30 bis 58, 62 bis 70 und 74 bis 100 (gerade) Schwarenbergstr. 59, 61, 62, 63, 65, 67, 68 Teckstr. 1, 2, 4, 7 bis 10, 12 bis 24, 26, 28 Geschützt nach § 2 DSchG |    |
| Weitere Bilder | Ostheim-Siedlung (Sachgesamtheit)                                               | Rotenbergstraße 42 und 44 (Karte)                                                     | 1892–1907             | Gebhardt, Heim und Hengerer Teil der Sachgesamtheit Ostheimsiedlung: zugehörige Adressen Achalmstr. 2 bis 12 (gerade) Haußmannstr. 109, 111, 113, 117, 121 bis 151 (ungerade), 155 bis 165 (ungerade), 171, 173 Landhausstr. 140 bis 152 (gerade), 153 bis 179 (ungerade) Lichtensteinstr. 1 bis 13 (ungerade) Neuffenstr. 1 bis 36, 38 Ostendstr. 37, 43 bis 60 Rechbergstr. 4, 6, 8, 9, 11, 13 Rotenbergstr. 30 bis 58, 62 bis 70 und 74 bis 100 (gerade) Schwarenbergstr. 59, 61, 62, 63, 65, 67, 68 Teckstr. 1, 2, 4, 7 bis 10, 12 bis 24, 26, 28 Geschützt nach § 2 DSchG |    |
|                | Ostheim-Siedlung (Sachgesamtheit)                                               | Rotenbergstraße 46 (Karte)                                                            | 1892–1907             | Gebhardt, Heim und Hengerer Teil der Sachgesamtheit Ostheimsiedlung: zugehörige Adressen Achalmstr. 2 bis 12 (gerade) Haußmannstr. 109, 111, 113, 117, 121 bis 151 (ungerade), 155 bis 165 (ungerade), 171, 173 Landhausstr. 140 bis 152 (gerade), 153 bis 179 (ungerade) Lichtensteinstr. 1 bis 13 (ungerade) Neuffenstr. 1 bis 36, 38 Ostendstr. 37, 43 bis 60 Rechbergstr. 4, 6, 8, 9, 11, 13 Rotenbergstr. 30 bis 58, 62 bis 70 und 74 bis 100 (gerade) Schwarenbergstr. 59, 61, 62, 63, 65, 67, 68 Teckstr. 1, 2, 4, 7 bis 10, 12 bis 24, 26, 28 Geschützt nach § 2 DSchG |    |
| Weitere Bilder | Ostheim-Siedlung (Sachgesamtheit)                                               | Rotenbergstraße 48 und 50 (Karte)                                                     | 1892–1907             | Gebhardt, Heim und Hengerer Teil der Sachgesamtheit Ostheimsiedlung: zugehörige Adressen Achalmstr. 2 bis 12 (gerade) Haußmannstr. 109, 111, 113, 117, 121 bis 151 (ungerade), 155 bis 165 (ungerade), 171, 173 Landhausstr. 140 bis 152 (gerade), 153 bis 179 (ungerade) Lichtensteinstr. 1 bis 13 (ungerade) Neuffenstr. 1 bis 36, 38 Ostendstr. 37, 43 bis 60 Rechbergstr. 4, 6, 8, 9, 11, 13 Rotenbergstr. 30 bis 58, 62 bis 70 und 74 bis 100 (gerade) Schwarenbergstr. 59, 61, 62, 63, 65, 67, 68 Teckstr. 1, 2, 4, 7 bis 10, 12 bis 24, 26, 28 Geschützt nach § 2 DSchG |    |
|                | Ostheim-Siedlung (Sachgesamtheit)                                               | Rotenbergstraße 52, 54 und 56 (Karte)                                                 | 1892–1907             | Gebhardt, Heim und Hengerer Teil der Sachgesamtheit Ostheimsiedlung: zugehörige Adressen Achalmstr. 2 bis 12 (gerade) Haußmannstr. 109, 111, 113, 117, 121 bis 151 (ungerade), 155 bis 165 (ungerade), 171, 173 Landhausstr. 140 bis 152 (gerade), 153 bis 179 (ungerade) Lichtensteinstr. 1 bis 13 (ungerade) Neuffenstr. 1 bis 36, 38 Ostendstr. 37, 43 bis 60 Rechbergstr. 4, 6, 8, 9, 11, 13 Rotenbergstr. 30 bis 58, 62 bis 70 und 74 bis 100 (gerade) Schwarenbergstr. 59, 61, 62, 63, 65, 67, 68 Teckstr. 1, 2, 4, 7 bis 10, 12 bis 24, 26, 28 Geschützt nach § 2 DSchG |    |
|                | Mietshaus (Teil der Sachgesamtheit Ostheim-Siedlung)                            | Rotenbergstraße 58 (Karte)                                                            | 1892–1907             | Gebhardt, Heim und Hengerer Geschützt nach § 2 DSchG |    |
|                | Ostheim-Siedlung (Sachgesamtheit)                                               | Rotenbergstraße 62, 64 und 66 (Karte)                                                 | 1892–1907             | Gebhardt, Heim und Hengerer Teil der Sachgesamtheit Ostheimsiedlung: zugehörige Adressen Achalmstr. 2 bis 12 (gerade) Haußmannstr. 109, 111, 113, 117, 121 bis 151 (ungerade), 155 bis 165 (ungerade), 171, 173 Landhausstr. 140 bis 152 (gerade), 153 bis 179 (ungerade) Lichtensteinstr. 1 bis 13 (ungerade) Neuffenstr. 1 bis 36, 38 Ostendstr. 37, 43 bis 60 Rechbergstr. 4, 6, 8, 9, 11, 13 Rotenbergstr. 30 bis 58, 62 bis 70 und 74 bis 100 (gerade) Schwarenbergstr. 59, 61, 62, 63, 65, 67, 68 Teckstr. 1, 2, 4, 7 bis 10, 12 bis 24, 26, 28 Geschützt nach § 2 DSchG |    |
|                | Ostheim-Siedlung (Sachgesamtheit)                                               | Rotenbergstraße 68 und 70 (Karte)                                                     | 1892–1907             | Gebhardt, Heim und Hengerer Teil der Sachgesamtheit Ostheimsiedlung: zugehörige Adressen Achalmstr. 2 bis 12 (gerade) Haußmannstr. 109, 111, 113, 117, 121 bis 151 (ungerade), 155 bis 165 (ungerade), 171, 173 Landhausstr. 140 bis 152 (gerade), 153 bis 179 (ungerade) Lichtensteinstr. 1 bis 13 (ungerade) Neuffenstr. 1 bis 36, 38 Ostendstr. 37, 43 bis 60 Rechbergstr. 4, 6, 8, 9, 11, 13 Rotenbergstr. 30 bis 58, 62 bis 70 und 74 bis 100 (gerade) Schwarenbergstr. 59, 61, 62, 63, 65, 67, 68 Teckstr. 1, 2, 4, 7 bis 10, 12 bis 24, 26, 28 Geschützt nach § 2 DSchG |    |
|                | Ostheim-Siedlung (Sachgesamtheit)                                               | Rotenbergstraße 74 (Karte)                                                            | 1892–1907             | Gebhardt, Heim und Hengerer Teil der Sachgesamtheit Ostheimsiedlung: zugehörige Adressen Achalmstr. 2 bis 12 (gerade) Haußmannstr. 109, 111, 113, 117, 121 bis 151 (ungerade), 155 bis 165 (ungerade), 171, 173 Landhausstr. 140 bis 152 (gerade), 153 bis 179 (ungerade) Lichtensteinstr. 1 bis 13 (ungerade) Neuffenstr. 1 bis 36, 38 Ostendstr. 37, 43 bis 60 Rechbergstr. 4, 6, 8, 9, 11, 13 Rotenbergstr. 30 bis 58, 62 bis 70 und 74 bis 100 (gerade) Schwarenbergstr. 59, 61, 62, 63, 65, 67, 68 Teckstr. 1, 2, 4, 7 bis 10, 12 bis 24, 26, 28 Geschützt nach § 2 DSchG |    |
|                | Ostheim-Siedlung (Sachgesamtheit)                                               | Rotenbergstraße 76 und 78 (Karte)                                                     | 1892–1907             | Gebhardt, Heim und Hengerer Teil der Sachgesamtheit Ostheimsiedlung: zugehörige Adressen Achalmstr. 2 bis 12 (gerade) Haußmannstr. 109, 111, 113, 117, 121 bis 151 (ungerade), 155 bis 165 (ungerade), 171, 173 Landhausstr. 140 bis 152 (gerade), 153 bis 179 (ungerade) Lichtensteinstr. 1 bis 13 (ungerade) Neuffenstr. 1 bis 36, 38 Ostendstr. 37, 43 bis 60 Rechbergstr. 4, 6, 8, 9, 11, 13 Rotenbergstr. 30 bis 58, 62 bis 70 und 74 bis 100 (gerade) Schwarenbergstr. 59, 61, 62, 63, 65, 67, 68 Teckstr. 1, 2, 4, 7 bis 10, 12 bis 24, 26, 28 Geschützt nach § 2 DSchG |    |
|                | Ostheim-Siedlung (Sachgesamtheit)                                               | Rotenbergstraße 80 (Karte)                                                            | 1892–1907             | Gebhardt, Heim und Hengerer Teil der Sachgesamtheit Ostheimsiedlung: zugehörige Adressen Achalmstr. 2 bis 12 (gerade) Haußmannstr. 109, 111, 113, 117, 121 bis 151 (ungerade), 155 bis 165 (ungerade), 171, 173 Landhausstr. 140 bis 152 (gerade), 153 bis 179 (ungerade) Lichtensteinstr. 1 bis 13 (ungerade) Neuffenstr. 1 bis 36, 38 Ostendstr. 37, 43 bis 60 Rechbergstr. 4, 6, 8, 9, 11, 13 Rotenbergstr. 30 bis 58, 62 bis 70 und 74 bis 100 (gerade) Schwarenbergstr. 59, 61, 62, 63, 65, 67, 68 Teckstr. 1, 2, 4, 7 bis 10, 12 bis 24, 26, 28 Geschützt nach § 2 DSchG |    |
|                | Ostheim-Siedlung (Sachgesamtheit)                                               | Rotenbergstraße 82 und 84 (Karte)                                                     | 1892–1907             | Gebhardt, Heim und Hengerer Teil der Sachgesamtheit Ostheimsiedlung: zugehörige Adressen Achalmstr. 2 bis 12 (gerade) Haußmannstr. 109, 111, 113, 117, 121 bis 151 (ungerade), 155 bis 165 (ungerade), 171, 173 Landhausstr. 140 bis 152 (gerade), 153 bis 179 (ungerade) Lichtensteinstr. 1 bis 13 (ungerade) Neuffenstr. 1 bis 36, 38 Ostendstr. 37, 43 bis 60 Rechbergstr. 4, 6, 8, 9, 11, 13 Rotenbergstr. 30 bis 58, 62 bis 70 und 74 bis 100 (gerade) Schwarenbergstr. 59, 61, 62, 63, 65, 67, 68 Teckstr. 1, 2, 4, 7 bis 10, 12 bis 24, 26, 28 Geschützt nach § 2 DSchG |    |
|                | Ostheim-Siedlung (Sachgesamtheit)                                               | Rotenbergstraße 86, 88 und 90 (Karte)                                                 | 1892–1907             | Gebhardt, Heim und Hengerer Teil der Sachgesamtheit Ostheimsiedlung: zugehörige Adressen Achalmstr. 2 bis 12 (gerade) Haußmannstr. 109, 111, 113, 117, 121 bis 151 (ungerade), 155 bis 165 (ungerade), 171, 173 Landhausstr. 140 bis 152 (gerade), 153 bis 179 (ungerade) Lichtensteinstr. 1 bis 13 (ungerade) Neuffenstr. 1 bis 36, 38 Ostendstr. 37, 43 bis 60 Rechbergstr. 4, 6, 8, 9, 11, 13 Rotenbergstr. 30 bis 58, 62 bis 70 und 74 bis 100 (gerade) Schwarenbergstr. 59, 61, 62, 63, 65, 67, 68 Teckstr. 1, 2, 4, 7 bis 10, 12 bis 24, 26, 28 Geschützt nach § 2 DSchG |    |
|                | Ostheim-Siedlung (Sachgesamtheit)                                               | Rotenbergstraße 92 (Karte)                                                            | 1892–1907             | Gebhardt, Heim und Hengerer Teil der Sachgesamtheit Ostheimsiedlung: zugehörige Adressen Achalmstr. 2 bis 12 (gerade) Haußmannstr. 109, 111, 113, 117, 121 bis 151 (ungerade), 155 bis 165 (ungerade), 171, 173 Landhausstr. 140 bis 152 (gerade), 153 bis 179 (ungerade) Lichtensteinstr. 1 bis 13 (ungerade) Neuffenstr. 1 bis 36, 38 Ostendstr. 37, 43 bis 60 Rechbergstr. 4, 6, 8, 9, 11, 13 Rotenbergstr. 30 bis 58, 62 bis 70 und 74 bis 100 (gerade) Schwarenbergstr. 59, 61, 62, 63, 65, 67, 68 Teckstr. 1, 2, 4, 7 bis 10, 12 bis 24, 26, 28 Geschützt nach § 2 DSchG |    |
|                | Ostheim-Siedlung (Sachgesamtheit)                                               | Rotenbergstraße 94 (Karte)                                                            | 1892–1907             | Gebhardt, Heim und Hengerer Teil der Sachgesamtheit Ostheimsiedlung: zugehörige Adressen Achalmstr. 2 bis 12 (gerade) Haußmannstr. 109, 111, 113, 117, 121 bis 151 (ungerade), 155 bis 165 (ungerade), 171, 173 Landhausstr. 140 bis 152 (gerade), 153 bis 179 (ungerade) Lichtensteinstr. 1 bis 13 (ungerade) Neuffenstr. 1 bis 36, 38 Ostendstr. 37, 43 bis 60 Rechbergstr. 4, 6, 8, 9, 11, 13 Rotenbergstr. 30 bis 58, 62 bis 70 und 74 bis 100 (gerade) Schwarenbergstr. 59, 61, 62, 63, 65, 67, 68 Teckstr. 1, 2, 4, 7 bis 10, 12 bis 24, 26, 28 Geschützt nach § 2 DSchG |    |
|                | Ostheim-Siedlung (Sachgesamtheit)                                               | Rotenbergstraße 96 und 98 (Karte)                                                     | 1892–1907             | Gebhardt, Heim und Hengerer Teil der Sachgesamtheit Ostheimsiedlung: zugehörige Adressen Achalmstr. 2 bis 12 (gerade) Haußmannstr. 109, 111, 113, 117, 121 bis 151 (ungerade), 155 bis 165 (ungerade), 171, 173 Landhausstr. 140 bis 152 (gerade), 153 bis 179 (ungerade) Lichtensteinstr. 1 bis 13 (ungerade) Neuffenstr. 1 bis 36, 38 Ostendstr. 37, 43 bis 60 Rechbergstr. 4, 6, 8, 9, 11, 13 Rotenbergstr. 30 bis 58, 62 bis 70 und 74 bis 100 (gerade) Schwarenbergstr. 59, 61, 62, 63, 65, 67, 68 Teckstr. 1, 2, 4, 7 bis 10, 12 bis 24, 26, 28 Geschützt nach § 2 DSchG |    |
|                | Ostheim-Siedlung (Sachgesamtheit)                                               | Rotenbergstraße 100 (Karte)                                                           | 1892–1907             | Gebhardt, Heim und Hengerer Teil der Sachgesamtheit Ostheimsiedlung: zugehörige Adressen Achalmstr. 2 bis 12 (gerade) Haußmannstr. 109, 111, 113, 117, 121 bis 151 (ungerade), 155 bis 165 (ungerade), 171, 173 Landhausstr. 140 bis 152 (gerade), 153 bis 179 (ungerade) Lichtensteinstr. 1 bis 13 (ungerade) Neuffenstr. 1 bis 36, 38 Ostendstr. 37, 43 bis 60 Rechbergstr. 4, 6, 8, 9, 11, 13 Rotenbergstr. 30 bis 58, 62 bis 70 und 74 bis 100 (gerade) Schwarenbergstr. 59, 61, 62, 63, 65, 67, 68 Teckstr. 1, 2, 4, 7 bis 10, 12 bis 24, 26, 28 Geschützt nach § 2 DSchG |    |
|                | Ostheim-Siedlung (Sachgesamtheit)                                               | Schwarenbergstraße 59 (Karte)                                                         | 1892–1907             | Gebhardt, Heim und Hengerer Teil der Sachgesamtheit Ostheimsiedlung: zugehörige Adressen Achalmstr. 2 bis 12 (gerade) Haußmannstr. 109, 111, 113, 117, 121 bis 151 (ungerade), 155 bis 165 (ungerade), 171, 173 Landhausstr. 140 bis 152 (gerade), 153 bis 179 (ungerade) Lichtensteinstr. 1 bis 13 (ungerade) Neuffenstr. 1 bis 36, 38 Ostendstr. 37, 43 bis 60 Rechbergstr. 4, 6, 8, 9, 11, 13 Rotenbergstr. 30 bis 58, 62 bis 70 und 74 bis 100 (gerade) Schwarenbergstr. 59, 61, 62, 63, 65, 67, 68 Teckstr. 1, 2, 4, 7 bis 10, 12 bis 24, 26, 28 Geschützt nach § 2 DSchG |    |
|                | Ostheim-Siedlung (Sachgesamtheit)                                               | Schwarenbergstraße 61 (Karte)                                                         | 1892–1907             | Gebhardt, Heim und Hengerer Teil der Sachgesamtheit Ostheimsiedlung: zugehörige Adressen Achalmstr. 2 bis 12 (gerade) Haußmannstr. 109, 111, 113, 117, 121 bis 151 (ungerade), 155 bis 165 (ungerade), 171, 173 Landhausstr. 140 bis 152 (gerade), 153 bis 179 (ungerade) Lichtensteinstr. 1 bis 13 (ungerade) Neuffenstr. 1 bis 36, 38 Ostendstr. 37, 43 bis 60 Rechbergstr. 4, 6, 8, 9, 11, 13 Rotenbergstr. 30 bis 58, 62 bis 70 und 74 bis 100 (gerade) Schwarenbergstr. 59, 61, 62, 63, 65, 67, 68 Teckstr. 1, 2, 4, 7 bis 10, 12 bis 24, 26, 28 Geschützt nach § 2 DSchG |    |
|                | Ostheim-Siedlung (Sachgesamtheit)                                               | Schwarenbergstraße 62 (Karte)                                                         | 1892–1907             | Gebhardt, Heim und Hengerer Teil der Sachgesamtheit Ostheimsiedlung: zugehörige Adressen Achalmstr. 2 bis 12 (gerade) Haußmannstr. 109, 111, 113, 117, 121 bis 151 (ungerade), 155 bis 165 (ungerade), 171, 173 Landhausstr. 140 bis 152 (gerade), 153 bis 179 (ungerade) Lichtensteinstr. 1 bis 13 (ungerade) Neuffenstr. 1 bis 36, 38 Ostendstr. 37, 43 bis 60 Rechbergstr. 4, 6, 8, 9, 11, 13 Rotenbergstr. 30 bis 58, 62 bis 70 und 74 bis 100 (gerade) Schwarenbergstr. 59, 61, 62, 63, 65, 67, 68 Teckstr. 1, 2, 4, 7 bis 10, 12 bis 24, 26, 28 Geschützt nach § 2 DSchG |    |
|                | Ostheim-Siedlung (Sachgesamtheit)                                               | Schwarenbergstraße 63 (Karte)                                                         | 1892–1907             | Gebhardt, Heim und Hengerer Teil der Sachgesamtheit Ostheimsiedlung: zugehörige Adressen Achalmstr. 2 bis 12 (gerade) Haußmannstr. 109, 111, 113, 117, 121 bis 151 (ungerade), 155 bis 165 (ungerade), 171, 173 Landhausstr. 140 bis 152 (gerade), 153 bis 179 (ungerade) Lichtensteinstr. 1 bis 13 (ungerade) Neuffenstr. 1 bis 36, 38 Ostendstr. 37, 43 bis 60 Rechbergstr. 4, 6, 8, 9, 11, 13 Rotenbergstr. 30 bis 58, 62 bis 70 und 74 bis 100 (gerade) Schwarenbergstr. 59, 61, 62, 63, 65, 67, 68 Teckstr. 1, 2, 4, 7 bis 10, 12 bis 24, 26, 28 Geschützt nach § 2 DSchG |    |
|                | Ostheim-Siedlung (Sachgesamtheit)                                               | Schwarenbergstraße 65 (Karte)                                                         | 1892–1907             | Gebhardt, Heim und Hengerer Teil der Sachgesamtheit Ostheimsiedlung: zugehörige Adressen Achalmstr. 2 bis 12 (gerade) Haußmannstr. 109, 111, 113, 117, 121 bis 151 (ungerade), 155 bis 165 (ungerade), 171, 173 Landhausstr. 140 bis 152 (gerade), 153 bis 179 (ungerade) Lichtensteinstr. 1 bis 13 (ungerade) Neuffenstr. 1 bis 36, 38 Ostendstr. 37, 43 bis 60 Rechbergstr. 4, 6, 8, 9, 11, 13 Rotenbergstr. 30 bis 58, 62 bis 70 und 74 bis 100 (gerade) Schwarenbergstr. 59, 61, 62, 63, 65, 67, 68 Teckstr. 1, 2, 4, 7 bis 10, 12 bis 24, 26, 28 Geschützt nach § 2 DSchG |    |
|                | Mietshaus (Teil der Sachgesamtheit Ostheim-Siedlung)                            | Schwarenbergstraße 67 (Karte)                                                         | 1892–1907             | Gebhardt, Heim und Hengerer Geschützt nach § 2 DSchG |    |
|                | Ostheim-Siedlung (Sachgesamtheit)                                               | Schwarenbergstraße 68 (Karte)                                                         | 1892–1907             | Gebhardt, Heim und Hengerer Teil der Sachgesamtheit Ostheimsiedlung: zugehörige Adressen Achalmstr. 2 bis 12 (gerade) Haußmannstr. 109, 111, 113, 117, 121 bis 151 (ungerade), 155 bis 165 (ungerade), 171, 173 Landhausstr. 140 bis 152 (gerade), 153 bis 179 (ungerade) Lichtensteinstr. 1 bis 13 (ungerade) Neuffenstr. 1 bis 36, 38 Ostendstr. 37, 43 bis 60 Rechbergstr. 4, 6, 8, 9, 11, 13 Rotenbergstr. 30 bis 58, 62 bis 70 und 74 bis 100 (gerade) Schwarenbergstr. 59, 61, 62, 63, 65, 67, 68 Teckstr. 1, 2, 4, 7 bis 10, 12 bis 24, 26, 28 Geschützt nach § 2 DSchG |    |
|                | Ostheim-Siedlung (Sachgesamtheit)                                               | Teckstraße 1 (Karte)                                                                  | 1892–1907             | Gebhardt, Heim und Hengerer Teil der Sachgesamtheit Ostheimsiedlung: zugehörige Adressen Achalmstr. 2 bis 12 (gerade) Haußmannstr. 109, 111, 113, 117, 121 bis 151 (ungerade), 155 bis 165 (ungerade), 171, 173 Landhausstr. 140 bis 152 (gerade), 153 bis 179 (ungerade) Lichtensteinstr. 1 bis 13 (ungerade) Neuffenstr. 1 bis 36, 38 Ostendstr. 37, 43 bis 60 Rechbergstr. 4, 6, 8, 9, 11, 13 Rotenbergstr. 30 bis 58, 62 bis 70 und 74 bis 100 (gerade) Schwarenbergstr. 59, 61, 62, 63, 65, 67, 68 Teckstr. 1, 2, 4, 7 bis 10, 12 bis 24, 26, 28 Geschützt nach § 2 DSchG |    |
|                | Ostheim-Siedlung (Sachgesamtheit)                                               | Teckstraße 2 (Karte)                                                                  | 1892–1907             | Gebhardt, Heim und Hengerer Teil der Sachgesamtheit Ostheimsiedlung: zugehörige Adressen Achalmstr. 2 bis 12 (gerade) Haußmannstr. 109, 111, 113, 117, 121 bis 151 (ungerade), 155 bis 165 (ungerade), 171, 173 Landhausstr. 140 bis 152 (gerade), 153 bis 179 (ungerade) Lichtensteinstr. 1 bis 13 (ungerade) Neuffenstr. 1 bis 36, 38 Ostendstr. 37, 43 bis 60 Rechbergstr. 4, 6, 8, 9, 11, 13 Rotenbergstr. 30 bis 58, 62 bis 70 und 74 bis 100 (gerade) Schwarenbergstr. 59, 61, 62, 63, 65, 67, 68 Teckstr. 1, 2, 4, 7 bis 10, 12 bis 24, 26, 28 Geschützt nach § 2 DSchG |    |
|                | Ostheim-Siedlung (Sachgesamtheit)                                               | Teckstraße 4 (Karte)                                                                  | 1892–1907             | Gebhardt, Heim und Hengerer Teil der Sachgesamtheit Ostheimsiedlung: zugehörige Adressen Achalmstr. 2 bis 12 (gerade) Haußmannstr. 109, 111, 113, 117, 121 bis 151 (ungerade), 155 bis 165 (ungerade), 171, 173 Landhausstr. 140 bis 152 (gerade), 153 bis 179 (ungerade) Lichtensteinstr. 1 bis 13 (ungerade) Neuffenstr. 1 bis 36, 38 Ostendstr. 37, 43 bis 60 Rechbergstr. 4, 6, 8, 9, 11, 13 Rotenbergstr. 30 bis 58, 62 bis 70 und 74 bis 100 (gerade) Schwarenbergstr. 59, 61, 62, 63, 65, 67, 68 Teckstr. 1, 2, 4, 7 bis 10, 12 bis 24, 26, 28 Geschützt nach § 2 DSchG |    |
|                | Mietshäuser (Teil der Sachgesamtheit Ostheim-Siedlung)                          | Teckstraße 7 und 9 (Karte)                                                            | 1892–1907             | Gebhardt, Heim und Hengerer Geschützt nach § 2 DSchG |    |
|                | Ostheim-Siedlung (Sachgesamtheit)                                               | Teckstraße 8 und 10 (Karte)                                                           | 1892–1907             | Gebhardt, Heim und Hengerer Teil der Sachgesamtheit Ostheimsiedlung: zugehörige Adressen Achalmstr. 2 bis 12 (gerade) Haußmannstr. 109, 111, 113, 117, 121 bis 151 (ungerade), 155 bis 165 (ungerade), 171, 173 Landhausstr. 140 bis 152 (gerade), 153 bis 179 (ungerade) Lichtensteinstr. 1 bis 13 (ungerade) Neuffenstr. 1 bis 36, 38 Ostendstr. 37, 43 bis 60 Rechbergstr. 4, 6, 8, 9, 11, 13 Rotenbergstr. 30 bis 58, 62 bis 70 und 74 bis 100 (gerade) Schwarenbergstr. 59, 61, 62, 63, 65, 67, 68 Teckstr. 1, 2, 4, 7 bis 10, 12 bis 24, 26, 28 Geschützt nach § 2 DSchG |    |
|                | Mietshaus (Teil der Sachgesamtheit Ostheim-Siedlung)                            | Teckstraße 12 (Karte)                                                                 | 1892–1907             | Gebhardt, Heim und Hengerer Geschützt nach § 2 DSchG |    |
|                | Ostheim-Siedlung (Sachgesamtheit)                                               | Teckstraße 13 (Karte)                                                                 | 1892–1907             | Gebhardt, Heim und Hengerer Teil der Sachgesamtheit Ostheimsiedlung: zugehörige Adressen Achalmstr. 2 bis 12 (gerade) Haußmannstr. 109, 111, 113, 117, 121 bis 151 (ungerade), 155 bis 165 (ungerade), 171, 173 Landhausstr. 140 bis 152 (gerade), 153 bis 179 (ungerade) Lichtensteinstr. 1 bis 13 (ungerade) Neuffenstr. 1 bis 36, 38 Ostendstr. 37, 43 bis 60 Rechbergstr. 4, 6, 8, 9, 11, 13 Rotenbergstr. 30 bis 58, 62 bis 70 und 74 bis 100 (gerade) Schwarenbergstr. 59, 61, 62, 63, 65, 67, 68 Teckstr. 1, 2, 4, 7 bis 10, 12 bis 24, 26, 28 Geschützt nach § 2 DSchG |    |
|                | Ostheim-Siedlung (Sachgesamtheit)                                               | Teckstraße 14 und 16 (Karte)                                                          | 1892–1907             | Gebhardt, Heim und Hengerer Teil der Sachgesamtheit Ostheimsiedlung: zugehörige Adressen Achalmstr. 2 bis 12 (gerade) Haußmannstr. 109, 111, 113, 117, 121 bis 151 (ungerade), 155 bis 165 (ungerade), 171, 173 Landhausstr. 140 bis 152 (gerade), 153 bis 179 (ungerade) Lichtensteinstr. 1 bis 13 (ungerade) Neuffenstr. 1 bis 36, 38 Ostendstr. 37, 43 bis 60 Rechbergstr. 4, 6, 8, 9, 11, 13 Rotenbergstr. 30 bis 58, 62 bis 70 und 74 bis 100 (gerade) Schwarenbergstr. 59, 61, 62, 63, 65, 67, 68 Teckstr. 1, 2, 4, 7 bis 10, 12 bis 24, 26, 28 Geschützt nach § 2 DSchG |    |
|                | Ostheim-Siedlung (Sachgesamtheit)                                               | Teckstraße 15 und 17 (Karte)                                                          | 1892–1907             | Gebhardt, Heim und Hengerer Teil der Sachgesamtheit Ostheimsiedlung: zugehörige Adressen Achalmstr. 2 bis 12 (gerade) Haußmannstr. 109, 111, 113, 117, 121 bis 151 (ungerade), 155 bis 165 (ungerade), 171, 173 Landhausstr. 140 bis 152 (gerade), 153 bis 179 (ungerade) Lichtensteinstr. 1 bis 13 (ungerade) Neuffenstr. 1 bis 36, 38 Ostendstr. 37, 43 bis 60 Rechbergstr. 4, 6, 8, 9, 11, 13 Rotenbergstr. 30 bis 58, 62 bis 70 und 74 bis 100 (gerade) Schwarenbergstr. 59, 61, 62, 63, 65, 67, 68 Teckstr. 1, 2, 4, 7 bis 10, 12 bis 24, 26, 28 Geschützt nach § 2 DSchG |    |
|                | Ostheim-Siedlung (Sachgesamtheit)                                               | Teckstraße 18 (Karte)                                                                 | 1892–1907             | Gebhardt, Heim und Hengerer Teil der Sachgesamtheit Ostheimsiedlung: zugehörige Adressen Achalmstr. 2 bis 12 (gerade) Haußmannstr. 109, 111, 113, 117, 121 bis 151 (ungerade), 155 bis 165 (ungerade), 171, 173 Landhausstr. 140 bis 152 (gerade), 153 bis 179 (ungerade) Lichtensteinstr. 1 bis 13 (ungerade) Neuffenstr. 1 bis 36, 38 Ostendstr. 37, 43 bis 60 Rechbergstr. 4, 6, 8, 9, 11, 13 Rotenbergstr. 30 bis 58, 62 bis 70 und 74 bis 100 (gerade) Schwarenbergstr. 59, 61, 62, 63, 65, 67, 68 Teckstr. 1, 2, 4, 7 bis 10, 12 bis 24, 26, 28 Geschützt nach § 2 DSchG |    |
|                | Ostheim-Siedlung (Sachgesamtheit)                                               | Teckstraße 19 (Karte)                                                                 | 1892–1907             | Gebhardt, Heim und Hengerer Teil der Sachgesamtheit Ostheimsiedlung: zugehörige Adressen Achalmstr. 2 bis 12 (gerade) Haußmannstr. 109, 111, 113, 117, 121 bis 151 (ungerade), 155 bis 165 (ungerade), 171, 173 Landhausstr. 140 bis 152 (gerade), 153 bis 179 (ungerade) Lichtensteinstr. 1 bis 13 (ungerade) Neuffenstr. 1 bis 36, 38 Ostendstr. 37, 43 bis 60 Rechbergstr. 4, 6, 8, 9, 11, 13 Rotenbergstr. 30 bis 58, 62 bis 70 und 74 bis 100 (gerade) Schwarenbergstr. 59, 61, 62, 63, 65, 67, 68 Teckstr. 1, 2, 4, 7 bis 10, 12 bis 24, 26, 28 Geschützt nach § 2 DSchG |    |
|                | Ostheim-Siedlung (Sachgesamtheit)                                               | Teckstraße 20 (Karte)                                                                 | 1892–1907             | Gebhardt, Heim und Hengerer Teil der Sachgesamtheit Ostheimsiedlung: zugehörige Adressen Achalmstr. 2 bis 12 (gerade) Haußmannstr. 109, 111, 113, 117, 121 bis 151 (ungerade), 155 bis 165 (ungerade), 171, 173 Landhausstr. 140 bis 152 (gerade), 153 bis 179 (ungerade) Lichtensteinstr. 1 bis 13 (ungerade) Neuffenstr. 1 bis 36, 38 Ostendstr. 37, 43 bis 60 Rechbergstr. 4, 6, 8, 9, 11, 13 Rotenbergstr. 30 bis 58, 62 bis 70 und 74 bis 100 (gerade) Schwarenbergstr. 59, 61, 62, 63, 65, 67, 68 Teckstr. 1, 2, 4, 7 bis 10, 12 bis 24, 26, 28 Geschützt nach § 2 DSchG |    |
|                | Ostheim-Siedlung (Sachgesamtheit)                                               | Teckstraße 21 (Karte)                                                                 | 1892–1907             | Gebhardt, Heim und Hengerer Teil der Sachgesamtheit Ostheimsiedlung: zugehörige Adressen Achalmstr. 2 bis 12 (gerade) Haußmannstr. 109, 111, 113, 117, 121 bis 151 (ungerade), 155 bis 165 (ungerade), 171, 173 Landhausstr. 140 bis 152 (gerade), 153 bis 179 (ungerade) Lichtensteinstr. 1 bis 13 (ungerade) Neuffenstr. 1 bis 36, 38 Ostendstr. 37, 43 bis 60 Rechbergstr. 4, 6, 8, 9, 11, 13 Rotenbergstr. 30 bis 58, 62 bis 70 und 74 bis 100 (gerade) Schwarenbergstr. 59, 61, 62, 63, 65, 67, 68 Teckstr. 1, 2, 4, 7 bis 10, 12 bis 24, 26, 28 Geschützt nach § 2 DSchG |    |
|                | Ostheim-Siedlung (Sachgesamtheit)                                               | Teckstraße 22 und 24 (Karte)                                                          | 1892–1907             | Gebhardt, Heim und Hengerer Teil der Sachgesamtheit Ostheimsiedlung: zugehörige Adressen Achalmstr. 2 bis 12 (gerade) Haußmannstr. 109, 111, 113, 117, 121 bis 151 (ungerade), 155 bis 165 (ungerade), 171, 173 Landhausstr. 140 bis 152 (gerade), 153 bis 179 (ungerade) Lichtensteinstr. 1 bis 13 (ungerade) Neuffenstr. 1 bis 36, 38 Ostendstr. 37, 43 bis 60 Rechbergstr. 4, 6, 8, 9, 11, 13 Rotenbergstr. 30 bis 58, 62 bis 70 und 74 bis 100 (gerade) Schwarenbergstr. 59, 61, 62, 63, 65, 67, 68 Teckstr. 1, 2, 4, 7 bis 10, 12 bis 24, 26, 28 Geschützt nach § 2 DSchG |    |
|                | Ostheim-Siedlung (Sachgesamtheit)                                               | Teckstraße 23 (Karte)                                                                 | 1892–1907             | Gebhardt, Heim und Hengerer Teil der Sachgesamtheit Ostheimsiedlung: zugehörige Adressen Achalmstr. 2 bis 12 (gerade) Haußmannstr. 109, 111, 113, 117, 121 bis 151 (ungerade), 155 bis 165 (ungerade), 171, 173 Landhausstr. 140 bis 152 (gerade), 153 bis 179 (ungerade) Lichtensteinstr. 1 bis 13 (ungerade) Neuffenstr. 1 bis 36, 38 Ostendstr. 37, 43 bis 60 Rechbergstr. 4, 6, 8, 9, 11, 13 Rotenbergstr. 30 bis 58, 62 bis 70 und 74 bis 100 (gerade) Schwarenbergstr. 59, 61, 62, 63, 65, 67, 68 Teckstr. 1, 2, 4, 7 bis 10, 12 bis 24, 26, 28 Geschützt nach § 2 DSchG |    |
|                | Ostheim-Siedlung (Sachgesamtheit)                                               | Teckstraße 26 (Karte)                                                                 | 1892–1907             | Gebhardt, Heim und Hengerer Teil der Sachgesamtheit Ostheimsiedlung: zugehörige Adressen Achalmstr. 2 bis 12 (gerade) Haußmannstr. 109, 111, 113, 117, 121 bis 151 (ungerade), 155 bis 165 (ungerade), 171, 173 Landhausstr. 140 bis 152 (gerade), 153 bis 179 (ungerade) Lichtensteinstr. 1 bis 13 (ungerade) Neuffenstr. 1 bis 36, 38 Ostendstr. 37, 43 bis 60 Rechbergstr. 4, 6, 8, 9, 11, 13 Rotenbergstr. 30 bis 58, 62 bis 70 und 74 bis 100 (gerade) Schwarenbergstr. 59, 61, 62, 63, 65, 67, 68 Teckstr. 1, 2, 4, 7 bis 10, 12 bis 24, 26, 28 Geschützt nach § 2 DSchG |    |
|                | Ostheim-Siedlung (Sachgesamtheit)                                               | Teckstraße 28 (Karte)                                                                 | 1892–1907             | Gebhardt, Heim und Hengerer Teil der Sachgesamtheit Ostheimsiedlung: zugehörige Adressen Achalmstr. 2 bis 12 (gerade) Haußmannstr. 109, 111, 113, 117, 121 bis 151 (ungerade), 155 bis 165 (ungerade), 171, 173 Landhausstr. 140 bis 152 (gerade), 153 bis 179 (ungerade) Lichtensteinstr. 1 bis 13 (ungerade) Neuffenstr. 1 bis 36, 38 Ostendstr. 37, 43 bis 60 Rechbergstr. 4, 6, 8, 9, 11, 13 Rotenbergstr. 30 bis 58, 62 bis 70 und 74 bis 100 (gerade) Schwarenbergstr. 59, 61, 62, 63, 65, 67, 68 Teckstr. 1, 2, 4, 7 bis 10, 12 bis 24, 26, 28 Geschützt nach § 2 DSchG |    |
| Weitere Bilder | Karl-Olga-Krankenhaus, „Charlottenbau“                                          | Hackstr. 61 (Karte)                                                                   | 1910                  | Architektur der Reformbewegung, Eitel und Steigleder Geschützt nach § 2 DSchG |    |
| Weitere Bilder | Bergfriedhof mit Leichenhaus und Aufseherhaus (Sachgesamtheit)                  | Hackstr. 84, 84/3, Flst.Nr. 941 (Karte)                                               | 1885, 1900–1901, 1904 | Historismus – Neogotik, Jugendstil, Hochbauamt Stuttgart, Pantle (für Aufseherhaus und Leichenhaus) Geschützt nach § 2 DSchG |    |
| Weitere Bilder | Fabrikgebäude                                                                   | Haußmannstr. 103 A, 103 B (Karte)                                                     | 1904                  | Frühe Industriearchitektur bis 1920, Manz P.J. Geschützt nach § 2 DSchG |    |
| Weitere Bilder | Josefsheim (mit Saalbau) – Sachgesamtheit                                       | Haußmannstr. 160, Kniebisstr. 2 (Karte)                                               | 1905–1907, 1910–1912  | Jugendstil (Eckhaus), Gebr. Kärn (1905–1907); Karl Stadlinger (1910/12) Geschützt nach § 2 DSchG |    |
|                | Mietshaus                                                                       | Haußmannstr. 210 (Karte)                                                              | 1900                  | Historismus – Neorenaissance, R. Böklen und K. Pfeil Geschützt nach § 2 DSchG |    |
|                | Mietshaus (Sachgesamtheit)                                                      | Haußmannstr. 212, Raitelsbergstr. 43 (Karte)                                          | 1912                  | Architektur der Reformbewegung, Albert Hutzenlaub, Werkmeister Geschützt nach § 2 DSchG |    |
|                | Mietshaus                                                                       | Haußmannstr. 216 (Karte)                                                              | 1900–1902             | Jugendstil, R. Böklen und K. Feil Geschützt nach § 2 DSchG |    |
|                | Doppelwohnhaus                                                                  | Haußmannstr. 218, 220 (Karte)                                                         | 1901–1903             | Historismus – Neogotik, R. Böklen und K. Feil Geschützt nach § 2 DSchG |    |
|                | Mietshäuser (Sachgesamtheit)                                                    | Haußmannstr. 226, Lehmgrubenstr. 24 34 (Karte)                                        | 1901–1903             | R. Böklen und K. Feil Teil der Sachgesamtheit Haußmannstr. 226, Lehmgrubenstr. 24-34 (gerade) Geschützt nach § 2 DSchG |    |
|                | Doppelmietshaus mit Ladenlokalen                                                | Landhausstr. 112, 114 (Karte)                                                         | 1903                  | Historismus – additiver Historismus, Eugen Klaiber Geschützt nach § 2 DSchG |    |
|                | Ostheimer Schule mit Einfriedung (Sachgesamtheit)                               | Landhausstr. 115 (Karte)                                                              | 1903                  | Historismus – Neorenaissance, Hochbauamt Stuttgart, Pantle Geschützt nach § 2 DSchG |    |
| Weitere Bilder | Mietshaus                                                                       | Landhausstr. 130 (Karte)                                                              | 1904                  | Historismus – Neogotik, Eugen Klaiber Geschützt nach § 2 DSchG |    |
| Weitere Bilder | Evangelische Lukaskirche                                                        | Landhausstr. 151 (Karte)                                                              | 1898–1899             | Historismus – Neogotik, Wittmann und Stahl Geschützt nach § 2 DSchG |    |
|                | Villa Hausser mit Einfriedung (Sachgesamtheit)                                  | Landhausstr. 94 (Karte)                                                               | 1908                  | Hausser Paul, Hofwerkmeister Geschützt nach § 2 DSchG |    |
|                | Mietshaus (Teil der Sachgesamtheit Mietshäuser)                                 | Lehmgrubenstr. 24 (Karte)                                                             | 1893–1898             | Historismus, Adolf Eckert, Werkmeister Teil der Sachgesamtheit Haußmannstraße 226 und Lehmgrubenstr. 24 bis 34 (gerade) Geschützt nach § 2 DSchG |    |
|                | Mietshäuser (Teil der Sachgesamtheit Mietshäuser)                               | Lehmgrubenstr. 26 und 28 (Karte)                                                      | 1893–1898             | Historismus, Adolf Eckert, Werkmeister Teil der Sachgesamtheit Haußmannstraße 226 und Lehmgrubenstr. 24 bis 34 (gerade) Geschützt nach § 2 DSchG |    |
|                | Mietshaus (Teil der Sachgesamtheit Mietshäuser)                                 | Lehmgrubenstr. 30 (Karte)                                                             | 1893–1898             | Historismus, Adolf Eckert, Werkmeister Teil der Sachgesamtheit Haußmannstraße 226 und Lehmgrubenstr. 24 bis 34 (gerade) Geschützt nach § 2 DSchG |    |
|                | Mietshäuser (Teil der Sachgesamtheit Mietshäuser)                               | Lehmgrubenstr. 32 und 34 (Karte)                                                      | 1893–1898             | Historismus, Adolf Eckert, Werkmeister Teil der Sachgesamtheit Haußmannstraße 226 und Lehmgrubenstr. 24 bis 34 (gerade) Geschützt nach § 2 DSchG |    |
|                | Mietswohnblock                                                                  | Lembergstr. 13 (Karte)                                                                | 1914                  | Reformbewegung, Albert Tschummi Geschützt nach § 2 DSchG | BW |
|                | Wohn- und Geschäftshaus                                                         | Ostendstr. 18 (Karte)                                                                 | 1903                  | Architektur der Reformbewegung, Storz Geschützt nach § 2 DSchG |    |
|                | Mietshaus mit Gaststätte                                                        | Ostendstr. 20 (Karte)                                                                 | 1904                  | Jugendstil, Friedrich Scheu Geschützt nach § 2 DSchG |    |
|                | Mietshaus                                                                       | Raitelsbergstr. 43 (Karte)                                                            | 1912                  | Architektur der Reformbewegung, Albert Hutzenlaub, Werkmeister Geschützt nach § 2 DSchG |    |
| Weitere Bilder | Mietshauskomplex (Sachgesamtheit)                                               | Rotenbergstr. 55 bis 81 (ungerade), 61 A bis 75 A, 81 A, 81 B (Karte)                 | 1919                  | Steigleder Eugen Geschützt nach § 2 DSchG |    |
|                | Mietshaus                                                                       | Schwarenbergstr. 53 (Karte)                                                           | 1905                  | Historismus – Neogotik, Franz Oschwald Geschützt nach § 2 DSchG |    |
|                | Mietshaus                                                                       | Sickstr. 36 (Karte)                                                                   | 1911                  | Architektur der Reformbewegung, Paul Sauter Geschützt nach § 2 DSchG |    |
| Weitere Bilder | Ehemaliger Krankenhauskomplex (Sachgesamtheit)                                  | Teckstr. 52 -70/1, Flst.Nr. 11920 (Karte)                                             | 1901–1904             | Geschützt nach § 2 DSchG |    |
|                | Mietshäuser (Sachgesamtheit)                                                    | Urachstraße. 1 (Karte)                                                                | 1893–1898             | Historismus, Adolf Eckert, Werkmeister Teil der Sachgesamtheit Urachstr. 1, 5 bis 19 (ungerade) Geschützt nach § 2 DSchG |    |
|                | Mietshäuser (Sachgesamtheit)                                                    | Urachstraße. 5 (Karte)                                                                | 1893–1898             | Historismus, Adolf Eckert, Werkmeister Teil der Sachgesamtheit Urachstr. 1, 5 bis 19 (ungerade) Geschützt nach § 2 DSchG |    |
|                | Mietshäuser (Sachgesamtheit)                                                    | Urachstraße. 7 (Karte)                                                                | 1893–1898             | Historismus, Adolf Eckert, Werkmeister Teil der Sachgesamtheit Urachstr. 1, 5 bis 19 (ungerade) Geschützt nach § 2 DSchG |    |
|                | Mietshäuser (Sachgesamtheit)                                                    | Urachstraße. 9 und 11 (Karte)                                                         | 1893–1898             | Historismus, Adolf Eckert, Werkmeister Teil der Sachgesamtheit Urachstr. 1, 5 bis 19 (ungerade) Geschützt nach § 2 DSchG |    |
|                | Mietshäuser (Sachgesamtheit)                                                    | Urachstraße. 13 und 15 (Karte)                                                        | 1893–1898             | Historismus, Adolf Eckert, Werkmeister Teil der Sachgesamtheit Urachstr. 1, 5 bis 19 (ungerade) Geschützt nach § 2 DSchG |    |
|                | Mietshäuser (Sachgesamtheit)                                                    | Urachstraße. 17 (Karte)                                                               | 1893–1898             | Historismus, Adolf Eckert, Werkmeister Teil der Sachgesamtheit Urachstr. 1, 5 bis 19 (ungerade) Geschützt nach § 2 DSchG |    |
|                | Mietshäuser (Sachgesamtheit)                                                    | Urachstraße. 19 (Karte)                                                               | 1893–1898             | Historismus, Adolf Eckert, Werkmeister Teil der Sachgesamtheit Urachstr. 1, 5 bis 19 (ungerade) Geschützt nach § 2 DSchG |    |
|                | Sühnekreuz                                                                      | Wagenburgstraße/Kniebisstraße/Pflasteräckerstraße (Kreuzung), Flst.Nr. 1991/3 (Karte) | 1400–1600             | Geschützt nach § 2 DSchG |    |
|                | Villa mit Nutz- und Ziergarten, Einfriedung und Gartenhäuschen (Sachgesamtheit) | Werfmershalde 21 (Karte)                                                              | 1906–1907             | Neoklassizismus, Robert Beckmann Geschützt nach § 2 DSchG |    |
| Weitere Bilder | Mietshäuser (Teil der Sachgesamtheit Raitelsbergsiedlung)                       | Wunderlichstr. 1 bis 25, 27, 29 (Karte)                                               | 1926–1928             | Expressionismus, Neues Bauen, Alfred Daiber, Eugen Steigleder, Franz Goeser, Rudolf Barth, Fr. Mössner; Georg Stahl, Albert Frank Geschützt nach § 2 DSchG |    |

### Gaisburg
| Bild           | Bezeichnung                                                                                                  | Lage                                                             | Datierung | Beschreibung                                                                                          | ID |
| -------------- | --- | ---------------------------------------------------------------- | --------- | --- | -- |
| Weitere Bilder | Lutherhaus                                                                                                   | Boslerstr. 10 (Karte)                                            | 1927      | Heimatstil 1920–1945, Schäffer Geschützt nach § 2 DSchG                                               |    |
| Weitere Bilder | Evangelische Gaisburger Kirche                                                                               | Faberstr. 17 (Karte)                                             | 1912–1913 | Jugendstil, Elsässer Martin, Weigle Friedrich (Orgelbauer) Geschützt nach § 2 DSchG                   |    |
|                | Wohnhaus | Hornbergstr. 24 (Karte)                                          | 1600–1720 | Barock Geschützt nach § 2 DSchG                                                                       |    |
|                | Wohnhaus | Hornbergstr. 58 (Karte)                                          | 1700–1800 | Barock Geschützt nach § 2 DSchG                                                                       |    |
|                | Städtischer Schlachthof (mit ehemaligem Verwaltungsgebäude, Polizeiwache, und Pförtnerhaus) – Sachgesamtheit | Schlachthofstr. 2, 2 A (Karte)                                   | 1905–1909 | Hochbauamt Stuttgart; Mayer, Oberbaurat; Cloos und Kerschbaum Bauinspektoren Geschützt nach § 2 DSchG |    |
|                | Katholische Herz-Jesu-Kirche                                                                                 | Schurwaldstr. 1 (Karte)                                          | 1921–1934 | Historismus, Hummel Clemens Geschützt nach § 2 DSchG                                                  |    |
| Weitere Bilder | Scheibengasbehälter im Gaswerk Stuttgart-Gaisburg                                                            | Stuttgart 1460 0 106250 (Karte)                                  | 1928–1929 | Firma MAN Geschützt nach § 2 DSchG                                                                    |    |
|                | Anlände (Teil der SG „Der Neckarkanal“)                                                                      | Uferstr. 107, 108 (Karte)                                        | 1958      | Geschützt nach § 2 DSchG                                                                              |    |
|                | 7 Gemarkungsgrenzsteine Stuttgart (Teil der SG „Gemarkungsgrenzsteine Stuttgart“)                            | Ohne Adresse                                                     |           | Geschützt nach § 2 DSchG                                                                              |    |
|                | Ein unbekannter Gemarkungsgrenzstein Stuttgart (Teil der SG „Gemarkungsgrenzsteine Stuttgart“)               | Provisorische Adresse: im Wald, südlich der Straße Waldebene Ost |           | Geschützt nach § 2 DSchG                                                                              |    |
|                | Ein unbekannter Gemarkungsgrenzstein Stuttgart (Teil der SG „Gemarkungsgrenzsteine Stuttgart“)               | Provisorische Adresse: im Wald, südlich der Straße Waldebene Ost |           | Geschützt nach § 2 DSchG                                                                              |    |

### Gablenberg
| Bild           | Bezeichnung                                                                          | Lage                                                                                              | Datierung       | Beschreibung                                                         | ID |
| -------------- | ------------------------------------------------------------------------------------ | ------------------------------------------------------------------------------------------------- | --------------- | -------------------------------------------------------------------- | -- |
|                | Wohn- und Geschäftshaus                                                              | Gablenberger Hauptstr. 39 (Karte)                                                                 | 1906–1907       | Historismus, Höfer Wilhelm Geschützt nach § 2 DSchG                  |    |
|                | Wohn- und Geschäftshaus                                                              | Gablenberger Hauptstr. 69 (Karte)                                                                 | 1908            | Jugendstil, Stoll R. und Weigold Chr. Geschützt nach § 2 DSchG       |    |
| Weitere Bilder | Evangelische Petruskirche                                                            | Gablenberger Hauptstr. 80 (Karte)                                                                 | 1900–1902       | Historismus – Neogotik, Frey Theophil Geschützt nach § 2 DSchG       |    |
|                | Wohn- und Geschäftshäuser (Sachgesamtheit)                                           | Klingenstr. 37 bis 41 (ungerade), Schlößlestr. 4 bis 10, 3 bis 19 (Karte)                         | 1909–1913       | Brodbeck Eugen Geschützt nach § 2 DSchG                              |    |
|                | Wohn- und Geschäftshaus                                                              | Libanonstr. 85 (Karte)                                                                            | 1906            | Jugendstil, Schieber und Schweizer Geschützt nach § 2 DSchG          |    |
|                | Wohn- und Geschäftshäuser                                                            | Libanonstr. 101 (Karte)                                                                           | 1911–1912       | Architektur der Reformbewegung, Schweizer C Geschützt nach § 2 DSchG |    |
| Weitere Bilder | Wohnhaus mit Gaststätte                                                              | Pflasteräckerstr. 12 (Karte)                                                                      | 1907–1908       | Historismus, Schüle Gustav, Werkmeister Geschützt nach § 2 DSchG     |    |
|                | Mietshaus                                                                            | Schwarenbergstr. 165 (Karte)                                                                      | 1909–1910       | Jugendstil, Schweizer C. Geschützt nach § 2 DSchG                    |    |
|                | Pfarrhaus Gablenberg                                                                 | Schwarenbergstr. 187 (Karte)                                                                      | 1853            | Klassizismus, Königliches Bezirksbauamt Geschützt nach § 2 DSchG     |    |
|                | Wohnhäuser (Sachgesamtheit)                                                          | Straußstaffel 1, 3, 5 (Karte)                                                                     | 1924–1925       | Expressionismus, Lindner Albert Otto Geschützt nach § 2 DSchG        |    |
| Weitere Bilder | 2 Wohngebäude (Sachgesamtheit)                                                       | Traubergstr. 3, 5 (Karte)                                                                         | 1921, 1922–1923 | Expressionismus/Neues Bauen, Behr Rudolf Geschützt nach § 2 DSchG    |    |
|                | 12 Gemarkungsgrenzsteine (Teil der SG „Gemarkungsgrenzsteine Stuttgart“)             | Ohne Adresse Einige sind wohl im Anschluss unten schon fotografiert und provisorisch eingeordnet. |                 | Geschützt nach § 2 DSchG                                             |    |
|                | Ein unbekannter Gemarkungsgrenzstein (Teil der SG „Gemarkungsgrenzsteine Stuttgart“) | Vorläufige Adresse: im Wald, an der Straße Waldebene Ost                                          |                 | Geschützt nach § 2 DSchG                                             |    |
|                | Ein unbekannter Gemarkungsgrenzstein (Teil der SG „Gemarkungsgrenzsteine Stuttgart“) | Vorläufige Adresse: im Wald, an der Straße Waldebene Ost                                          |                 | Geschützt nach § 2 DSchG                                             |    |
|                | Ein unbekannter Gemarkungsgrenzstein (Teil der SG „Gemarkungsgrenzsteine Stuttgart“) | Vorläufige Adresse: im Wald, an der Straße Waldebene Ost                                          |                 | Geschützt nach § 2 DSchG                                             |    |
|                | Ein unbekannter Gemarkungsgrenzstein (Teil der SG „Gemarkungsgrenzsteine Stuttgart“) | Vorläufige Adresse: im Wald, an der Straße Waldebene Ost                                          |                 | Geschützt nach § 2 DSchG                                             |    |
|                | Ein unbekannter Gemarkungsgrenzstein (Teil der SG „Gemarkungsgrenzsteine Stuttgart“) | Vorläufige Adresse: im Wald, an der Straße Waldebene Ost                                          |                 | Geschützt nach § 2 DSchG                                             |    |
|                | Ein unbekannter Gemarkungsgrenzstein (Teil der SG „Gemarkungsgrenzsteine Stuttgart“) | Vorläufige Adresse: im Wald, an der Straße Waldebene Ost                                          |                 | Geschützt nach § 2 DSchG                                             |    |
|                | Ein unbekannter Gemarkungsgrenzstein (Teil der SG „Gemarkungsgrenzsteine Stuttgart“) | Vorläufige Adresse: im ausgetrockneten Bachbett nördlich der Straße Waldebene Ost                 |                 | Geschützt nach § 2 DSchG                                             |    |
|                | Ein unbekannter Gemarkungsgrenzstein (Teil der SG „Gemarkungsgrenzsteine Stuttgart“) | Vorläufige Adresse: im ausgetrockneten Bachbett nördlich der Straße Waldebene Ost (Karte)         |                 | Geschützt nach § 2 DSchG                                             |    |

### Frauenkopf
| Bild | Bezeichnung                                                                          | Lage                     | Datierung | Beschreibung             | ID |
| ---- | ------------------------------------------------------------------------------------ | ------------------------ | --------- | ------------------------ | -- |
|      | 32 Gemarkungsgrenzsteine Stuttgart (Teile der SG „Gemarkungsgrenzsteine“)            | Ohne Adresse             |           | Geschützt nach § 2 DSchG |    |
|      | Ehemaliger und heutiger Waldgrenzstein, zwischen Frauenkopf und Cannstatter Wald     | Ohne Adresse             |           | Geschützt nach § 2 DSchG |    |
|      | Ehemaliger und heutiger Waldgrenzstein, zwischen Falsche Klinge und Cannstatter Wald | Ohne Adresse             |           | Geschützt nach § 2 DSchG |    |
|      | Grenzstein – Es könnte einer der Grenzsteine sein??                                  | Distlerstraße 73 (Karte) |           | Geschützt nach § 2 DSchG |    |
|      | Grenzstein – vermutlich Cannstatter Wald                                             | Nähe Fernmeldeturm       |           | Geschützt nach § 2 DSchG |    |
|      | Grenzstein – vermutlich Cannstatter Wald                                             | Nähe Fernmeldeturm       |           | Geschützt nach § 2 DSchG |    |

### Sachgesamtheit
| Bild | Bezeichnung                          | Lage | Datierung | Beschreibung | ID |
| ---- | ------------------------------------ | --- | --------- | --- | -- |
|      | Raitelsbergsiedlung (Sachgesamtheit) | Raitelsbergsiedlung mit Mietshäusern der folgenden Straßen und Hausnummern: Abelsbergstr. 1 bis 22, 24 Griesingerweg 1 bis 14, 16, 18 Heidlesäcker 1 bis 6 Parkstr. 1 bis 23 (ungerade) Röntgenstr. 2 bis 32 (gerade) Wunderlichstr. 1 bis 25, 27, 29 (Karte) | 1926–1928 | Expressionismus, Neues Bauen, Alfred Daiber, Eugen Steigleder, Franz Goeser, Rudolf Barth, Fr. Mössner; Georg Stahl, Albert Frank Geschützt nach § 2 DSchG | BW |
|      | Ostheim-Siedlung (Sachgesamtheit)    | Ostheim-Siedlung mit Mietshäusern der folgenden Straßen und Hausnummern: Achalmstr. 2 bis 12 (gerade) Haußmannstr. 109, 111, 113, 117, 121 bis 151 (ungerade), 155 bis 165 (ungerade) 171, 173 Landhausstr. 140 bis 152 (gerade), 153 bis 179 (ungerade) Lichtensteinstr. 1 bis 13 (ungerade) Neuffenstr. 1 bis 36, 38 Ostendstr. 37, 43 bis 60 Rechbergstr. 4, 6, 8, 9, 11, 13 Rotenbergstr. 30 bis 58, 62 bis 70 und 74 bis 100 (gerade) Schwarenbergstr. 59, 61, 62, 63, 65, 67, 68 Teckstr. 1, 2, 4, 7 bis 10, 12 bis 24, 26, 28 (Karte) | 1892–1907 | Gebhardt, Heim und Hengerer Geschützt nach § 2 DSchG | BW |